# Santa Rita (Yoro)
Santa Rita "Ciudad de las Aguas Termales" es un municipio del departamento de Yoro, que está ubicado en la zona norte de la República de Honduras. El municipio tiene una forma de polígono irregular y está ubicado en el bordo interior del Valle de Sula a 15° 12′ 0″ de latitud Norte y 87° 52′ 60″ de longitud Oeste. Según la proyección del año 2022 tiene aproximadamente 25 800 habitantes y creciendo anualmente su población.

## Toponimia
Su nombre es en honor a Rita de Casia, santa de la iglesia católica.

## 1608-1844: Historia de la Villa de San Jacinto, Sulaco, Curato, Yoro.

Logo del antiguo Monasterio de la Orden de San Francisco en Latinoamérica.

La historia del municipio de Santa Rita da inicio en el año 1608 cuando éste pequeño villorrio se hacía llamar San Jacinto de San Juan Pueblo de Sulaco, Curato Yoro, zona exclusivamente bajo la propiedad del Monasterio de la Orden de San Francisco de España; con sede en la ciudad de Yoro, nombre homónimo del municipio y departamento..
Las aldeas bajo las autoridades católicas españolas tenía a su disposición entre 200 a 700 ocas del reinado 'Jicaque o Tolupanes'. Siendo la cabecera municipal San Jacinto en Sulaco, Yoro.
La Villa de San Jacinto de San Juan Pueblo tenía una extensa área territorial que abarcó en forma de "L" las actuales entidades municipales de El Negrito, El Progreso, Santa Rita, Sulaco y Victoria, todas ellas bajo la jurisdicción del departamento de 'Yoro'. 
Los villorios de Benques de Lagunetas (Act. Barrio Bella Vista, Bo. Buenos Aires, Bo. Pueblo Nuevo y Bo. Los Laureles), El Paso de las Golindrinas (Act. Barrio El Centro), El Gran Paso (Act. Barrio El Echeverry), El cerro de Piletas y sus alrededores (Act. Colonia Altiplano y Col. Guanchías) fueron zonas habitadas por indígenas Tolupanes. Actualmente forman partes de la ciudad de Santa Rita de Cascia en el municipio de Santa Rita, departamento de Yoro.
Mientras tanto. Las ocas que estaban ubicadas en Cángelica (Aldea Pata de Gallinas), El Canto de los Monos (Aldea de Guanchías Creek) fueron áreas totalmente habitados por indígenas Jicaques, actualmente aldeas y caseríos administrados por el municipio de Santa Rita, Yoro, 
Por otro lado. Existían los caseríos de Cavyú (Aldea de Guaymas), Nuestra Señora (Cordillera de Mico Quemado), Montexucar (Aldea Las Minas) y La Candelaria (Colonia Los Castaños) fueron tierras exclusivas de la tribu Jicaque y estaban ubicados en lo que hoy día es ciudad y municipio de El Progreso, Yoro.
En el anuario de 1,707, la Venerable Orden de San Francisco de Asís de España ordenó a todos sus sacerdotes abandonar los dominios que tenían en San Jacinto de San Juan Pueblo e instalarse en San Pedro de Puerto Caballo (Actual ciudad de San Pedro Sula), debido a los constantes ataques de las tribus Jicaques, considerados por muchos españoles como "Indios Salvajes", por consiguiente, todas las propiedades bajo la jurisdicción católica española pasó a formar parte de una reserva étnica. A partir de ese momento todas las tribus Jicaques y nativos Tolupanes formaron una alianza ancestral y ser una sola etnia. 
En el año de 1844, San Jacinto desapareció del antiguo mapa del departamento de Yoro debido a las primeras reorganizaciones territoriales de Honduras, un año antes de la fundación del municipio de El Negrito, Yoro. 

## 1845-1892: Caserío Benques de las Lagunetas, El Negrito, Yoro
El 13 de marzo del año 1845, el caserío de Benques de las Lagunetas (Ciudad de Santa Rita de Cascia) pasa oficialmente a formar parte del municipio de El Negrito, sin embargo, por las tradiciones e historias seguía vinculado directamente con el municipio de Sulaco, obteniendo de esa manera el folclore del desaparecido villorrio de San Juan de Curato, Sulaco. Ambas entidades bajo la jurisdicción del departamento de Yoro. 
El año de 1845, la etnia Tolupán aún se encontraban establecidos en las tierras de Benques de las Lagunetas; también conocidas con el apelativo de "El Valle de los Loros", siendo la capital de los indígenas Tolupanes para ese tiempo. En la primavera de ese mismo anuario, una pareja mixta de dos clanes diferentes se aposentaron en las riberas del río Humuya o Comayagua. Estas personas fueron  identificadas a través del tiempo como don Tulio Gómez quien era descendiente directo de la tribu Krausirpi o Tawahkas y su amada esposa doña Lorenza "Lencha" Molina que a su vez era descendiente directa de los nativos Cholulas o Chorotegas. Ambos aborígenes fueron bien recibidos por los autóctonos Jicaques, pero no por el clan Tolupanes, aunque al pasar de los años fueron aceptados por los últimos mencionados. Don Tulio Gómez y Lorenza Molina pasaron a formar parte de la tribu Tolupán. 

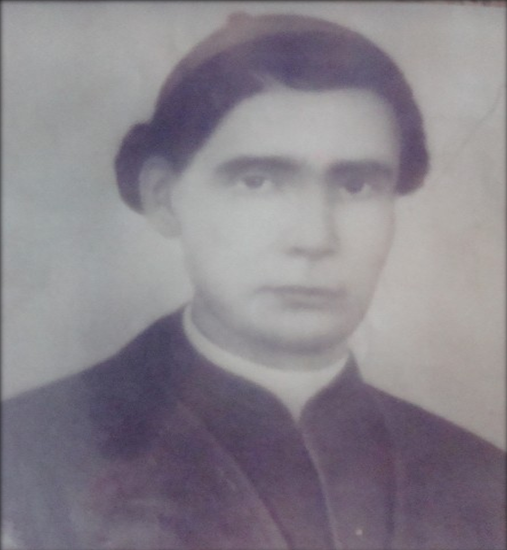
Presbítero Manuel de Jesús Subirana, fundador del municipio de Santa Rita, Yoro, Honduras.

A principio del anuario de 1858, el presbítero español Manuel de Jesús Subirana y el párroco italiano Salvador Lazcani visitaron por primera vez el reinado de los Jicaques y Tolupanes en Locomapa, Yoro, conociendo a Cohayatbol, último rey de los Jicaquenses, quien a su vez era protegido exclusivamente por guerreros Tolupanes, debido a esta gran hazaña, lograron contactar al gran chamán Umpanca Jinwa, quien gobernaba con mucha autoridad a la aldea de aborígenes Jicaques-Tolupanes de Benques de las Lagunetas.
A principio de 1860, el clérigo italiano Salvador Lazcani por órdenes del presbítero Manuel de Jesús Subirana y acompañado por dos nativos jicaquenses viajaron más de 100 kilómetros en lomos de burros por cerros, llanuras, montañas, ríos y riachuelos desde Locomapa, Yoro hasta llegar a la zona selvática de Benques de las Lagunetas (Santa Rita), teniendo como único afán de comunicarse con Umpanca Jinwa.
A mediados de 1860, el sacerdote Salvador Lazcani contrajo  "La peste o fiebre amarilla" en Benques de las Lagunetas, muriendo cuatro meses después en Locomapa, Yoro. Según la historia su cuerpo inerte fue enterrado en los dominios del rey indígena jicaquense Cohayatbol, debido a esto no se ha logrado encontrar su tumba en tiempos modernos.
El 10 de mayo de 1861, cuando la señora Lorenza "Lencha" Molina junto a su hijo Juan Gómez buscaban ramas secas en el espeso bosque de Benques de las Lagunetas (Hoy, II Avenida y II Calle, barrio El Centro), encontraron dentro de un hueco en un árbol de caoba una pequeña estatua de Margherita Lotti, conocida también como Rita de Casia, la Santa de lo imposible.
El 25 de mayo del año 1864, el Padre Manuel de Jesús Subirana junto a combatientes del pueblo tolupán realizan una larga travesía sin ningún problema desde Locomapa, Yoro a Benques de las Lagunetas (Santa Rita). Después de tres meses del largo viaje acamparon en las montañas de Guanchías Creek, al día siguiente bajaron hasta las riberas del río Humuya o Comayagua, conociendo de esa manera a Lorenza "Lencha" Molina y Federico Gómez e hijos.
El Padre Manuel de Jesús Subirana escribió en un pergamino las pautas del título oficial donde declaraba Reserva Biológica e Indígena de Jicaques y Tolupanes en Benques de las Lagunetas, oficializando tales documentos con un sello formal del Ayuntamiento de El Negrito, Yoro, fundando de esa manera lo que actualmente se conoce como Santa Rita, Yoro.
El 27 de agosto de 1864, el sacerdote español Manuel de Jesús Subirana caminó hacia una gran laguna de aguas termales que se ubicaba al oeste de "El paso de las moras", ahí decidió hincarse por más de tres horas y seguidamente rezó completamente en silencio para bendecir y bautizar aquel espléndido y maravilloso lugar. Luego abandonó el caserío de Benques de las Lagunetas y siguió caminando a las aldeas circunvecinas y pertenecientes al municipio de Santa Cruz de Yojoa, Cortés.
El 27 de enero de 1892, el caserío de Benques de las Lagunetas junto al municipio de El Negrito pasan a formar parte de la entidad jurisdiccional de Santa Cruz de Yojoa, departamento de Cortés, por órdenes de don Ponciano Leiva Madrid; Presidente de la República de Honduras entre 1893-94, debido a la reorganización territorial de nuestra nación.

## 1959-Actualidad: Municipio de Santa Rita, Yoro

Ayuntamiento de Santa Rita, Yoro, Honduras.

El municipio de Santa Rita, departamento de Yoro se fundó oficialmente el 16 de abril del año 1959, bajo las órdenes del entonces Gobernador de la República de Honduras; don José Ramón Villeda Morales y Presidente del Congreso Nacional; don Modesto Rodas Alvarado.
La Entidad Municipal de Santa Rita, Yoro tiene un total de 14 895 ''héctareas'' de tierras, equivalentes a 148.9 ''kilómetros'' cuadrados, de los cuales, un 30% corresponden al ''área urbana'', por su parte, 70% pertenecen a ''zonas rurales'' y se encuentra ubicado en el bordo interior del Valle de Sula. Su forma en el mapa es de un ''polígono'' irregular.
Santa Rita, como ciudad y municipio se llamó Benques de las Lagunetas, también conocido como Lagunetas de los Venques, ambos nombres son bien correspondidos, quedando certificado bajo el folio #282-58-207 del Registro de la Propiedad de Honduras,, documentada, firmada y sellada por el abogado profesional y Notario Público de El Negrito, Yoro Rubén R. Barrientos, transcrita en el año de 1925.
A las personas oriundas del municipio de Santa Rita, Yoro se les puede llamar correctamente de dos formas, siendo el primer gentilicio benqueños apara los hombres y benqueñas para las féminas, no obstante, dicho apelativo sólo se les puede brindar a aquellos habitantes longevos que nacieron entre las décadas de 1910 a 1939. A partir del año de 1940 se agregaron dos adjetivos, siendo santarriteños (as) o santarritenses, este último se puede utilizar para describir tanto al sexo masculino como al femenino.
La población actual del territorio de Santa Rita, Yoro es de 56 792 habitantes, no obstante, el sector metropolitano en sí del mismo nombre tiene un registro de aproximadamente 40 070 personas. (Según el censo municipal del año 2022).
El punto más alto de la Santa Rita, Yoro tiene 897 ''metros'' de altitud y está ubicado en una montaña "sin nombre" a pocas millas de la aldea Guanchías Creek, a unos 30 kilómetros al noroeste del casco urbano de la ciudad homónima a la entidad administrativa.
El código de identificación municipal de Santa Rita, Yoro es el 1808. Este número de reconocimiento aparecen exclusivamente en las actas de natalicios, ''cédula de identidad'', cédulas colegiales, registros en el ''correo nacional'', registros públicos y documentos de compra y ventas de animales vacunos.
El ''prefijo'' que se utiliza para corroborar la codificación telefónica en Santa Rita, Yoro es el código 2667. Para la década de los años 90's del siglo 20, el cifrado numérico era solamente de tres ''dígitos'', siendo el 667.  (Ejemplo para realizar una llamada desde el extranjero hacia Honduras, Código del área internacional 00 +Clave del país (504) + Prefijo asignado al municipio (2667) + Código personal (6778) = (504) 2667-6778.
El sistema de series del Correo Nacional es 504, en cambio la extensión interna del municipio ya en mención es 23 000, incluyendo una variedad de secuencias numéricas que podrían llegar hasta 23 099. Actualmente no tiene ninguna validez; debido al sistema primitivo que se utiliza en el servicio postal en Honduras.
El municipio de Santa Rita, departamento de Yoro comparte límites territoriales con cinco entidades municipales vecinas, algunas de esas líneas están sumamente trazadas o alineadas por el río Humuya o Comayagua.
| Orientación | Municipio           | Departamento |
| ----------- | ------------------- | ------------ |
| Norte       | 'El Progreso'       | 'Yoro'       |
| Norte       | El Negrito          | Yoro         |
| Sur         | Santa Cruz de Yojoa | Cortés       |
| Este        | 'Victoria'          | Yoro         |
| Oeste       | 'Potrerillos'       | 'Cortés'     |

Santa Rita, Yoro como municipio tiene oficialmente bajo su jurisdicción un total de quince aldeas y 25 caseríos. Don Antonio "Toño" Carbajal Ayala fue el fundador de la aldea El Plácido; con registro del año 1927. Por su parte el caserío con mayor antigüedad es Santuario de Plácido, teniendo una inscripción en el anuario de 1915. A continuación una lista detalladas de todas las aldeas y caseríos bajo potestad de éste municipio ya mencionado. Algunas aldeas y caseríos cambiaron sus nombres después del huracán Mitch que azoto Honduras en el año 1998.
| Aldeas          | Fundación | Caseríos                   | Fundación |
| --------------- | --------- | -------------------------- | --------- |
| Cangrejales     | 1932      | Benques de las Lagunetas   | 1918      |
| Casiano         | 1932      | Cooperativa Capulín        |           |
| El Cacao        | 1950      | Delicias del Sur o Piletas | 1918      |
| El Caliche      | 1963      | El Bálsamo del Este.       |           |
| El Capulín      | 1950      | El Cacao                   |           |
| El Santuario    | 1932      | El Capulincito             |           |
| El Sitio        | 1978      | El Regadío                 |           |
| El Vertiente    | 1932      | El Remolino                | 1920      |
| Guanchías Creek | 1868      | El Santuario de Plácido    | 1915      |
| Los Ángeles     | 1950      | El Sentadero               | 1945      |
| Pata de Gallina | 1932      | El Sitio                   |           |
| El Plácido      | 1927      | El Portillo de Buena Vista |           |
| San Fernando    | 1970      | Guanchías Cerro            | 1945      |
| Tapisquilares   | 1932      | Lagunetas.                 | 1942      |
| Terrero Negro   | 1938      |                            |           |

### 1948-59:Héroes Independentistas Pro Municipio

Solicitud de la Creación del Municipio de Santa Rita, Yoro, año 1947.

El 14 de junio de 1948 se redactó por primera vez una Acta Oficial solicitando la creación del Municipio de Santa Rita, Yoro. Este documento fue redactado por el entonces Alcalde Municipal de El Negrito, Yoro; don Luis Rogelio Carbajal, teniendo como testigos oculares a los ex-ediles comunitarios; Apolonio Ortiz Rodríguez, Florentino Ortiz Cálix, General; Lucas Moreno Mejía, Juan Ramón Cruz Irías y Luis Fiallos, todos ellos líderes del Partido Nacional, además contaba con el apoyo incondicional del exjefe Policial y caudillo del Partido Liberal; Estanilao Fuentes García.
Otras personas que integraron el movimiento independentista pro Santa Rita, pero que no estaban relacionados directamente con la política local antes de 1959, fueron: Carlos Andonie, Emilio Maradiaga, Federico Gallardo Fuentes, José "Chepito" Ortiz Cálix, Juan de Dios Hernández, Lorenzo Ortiz Cálix, Luis Sierra y Pablo Cruz Palma Duarte, todos los mencionados perteneciente al Partido Nacional, por su parte, Oscar Pineda Vásquez y Gumercindo Galeano representaban al Partido Liberal.
A partir del anuario de 1952, el alcalde de El Negrito, Yoro; don Luis Rogelio Carbajal Ayala preparó mentalmente a su pupilo Efraín Díaz Galeas, involucrándolo directamente en la política del Partido Nacional,por ende, le otorgó el cargo público de Jefe Policial, además, de ser su mano derecha por cuatro largos años, debido a esto forjaron una poderosa amistad personal y a su vez una alianza política.
En el anuario de 1956, don Luis Rogelio Carbajal Ayala ordenó a todos los integrantes del Partido Nacional renunciar a lucha independentista pro Santa Rita para evitar un derramamiento de sangre, ya que miembros del Partido Liberal buscaban de manera violenta quedarse con todos los créditos sin haber sudado una gota de sudor. Efraín Díaz Galeas, quien ya se había dado a conocer como el pionero del cooperativismo nacional de Honduras en 1954, quedó como líder de tal movimiento, teniendo como amigos confidenciales al maestro Oscar Pineda Vásquez, Pablo Cruz Palma Duarte y Estanilao Fuentes García.
En marzo de 1959, Don Efraín Díaz Galeas se reunió secretamente con el Gobernante hondureño José Ramón Villeda Morales y con el presidente del Congreso Nacional; Modesto Rodas Alvarado para pactar la fecha de creación del municipio de Santa Rita, Yoro, logrando de esa manera el tan anhelado sueño de don Luis Rogelio Carbajal y del señor Apolonio Ortiz Rodríguez.
El 15 de abril de 1959, Modesto Rodas Alvarado citó a Efraín Díaz Galeas y a sus acompañantes para una reunión privada en la antigua Casa Presidencial de Honduras, entre los testigos oculares se encontraban Amílcar Lara Erazo, Armando Fuentes Álvarez, Gumercindo Galeano, Juan de Dios Hernández, Joaquín Perdomo, Luis Fiallos, Salén Sakán, Salustrio Galeas, Tránsito Suazo, Oscar Lara Erazo, Oscar Pineda Vásquez, Pedro Chicas Baires, y Vivian Rodríguez Padilla. La junta sirvió para tocar temas esenciales y evitar confrontaciones a futuro.
Un día después, don Efraín Díaz Galeas junto Gumercindo Galeano, Juan de Dios Hernández y Luis Fiallos fueron tajantemente engañados por Armando Fuentes Álvarez, movilizándolos a una dirección errónea, evitando de tal manera que ellos llegaran a la reunión con el Gobernante hondureño, José Ramón Villeda Morales, al igual, con el presidente del Congreso Nacional; Modesto Rodas Alvarado, los cuales, esperaron un tiempo prudente por los demás santarritenses, pero al observar que estaban presentes en la ceremonia; dicidieron juramentar la Directiva Municipal.
Cuando Efraín Díaz Galeas se enteró del vil engaño ya fue muy tarde. El Presidente hondureño; José Ramón Villeda Morales ya había juramentado al Primer Alcalde Municipal de Santa Rita, Yoro; Oscar Lara Erazo, no obstante, el nuevo Edil no tenía nada que ver con el complot. Todo fue un acto premeditado por Armando Fuentes Álvarez, Salén Sakán, Salustrio Galeas, Pedro Chicas Baires y Vivian Rodríguez Padilla, entre otros santarritenses. A pesar de todo lo acontecido, Efraín Díaz Galeas y compaña firmaron el acta final.
| CARTA AL CONGRESO NACIONAL DE HONDURAS |
| --- |
| Se Solicita la Creación del Municipio. Supremo Poder Ejecutivo. Rama de Gobernación. Nosotros, Apolonio Ortiz y Luis Rogelio Carbajal Ayala, mayores de edad, agricultores, y vecinos del Distrito Local de El Negrito, departamento de Yoro, con residencia habitual en la sides de Santa Rita, de la misma comprensión Distrital, con los respetos debidos, comparecemos a solicitar la Creación del Municipio de Santa Rita, en el expresado departamento de Yoro, basados en los hechos siguientes: Como aparece en la constancia adjunta extendida por el Secretario del Distrito de El Negrito, la población de la aldea de Santa Rita, según el censo general levantado el 13 de junio del corriente año (1948), ascendió a la suma de 2223 habitantes y de la cabecera distrital a a 1290 personas. La diferencia a favor de Santa Rita es casi de mil habitantes. La parte urba de la aldea fue tácticamente trazada por el ingeniero Rubén Bermúdez y su territorio abarca un millón veinte mil metros cuadrados, pues tiene 1700 ms. de este a oeste y 600 mn. de norte a sur. Sus calles son rectas y de doce metros de anchuras. Están divididas en tres barrios a saber: Solares Nuevos (Pueblo Nuevo), Subirana (Minerva) y Buenos Aires (Centro). La aldea de Santa Rita cuenta con recursos económicos más que suficientes para el sostenimiento y progreso de un municipio. El caso de la aldea solamente, produjo el año pasado al Distrito de El Negrito, Yoro, según constancia adjunta, la respetable suma de Lps 9,698.50. pero organizado el municipio con aldeas y caseríos que habrá de cedersele, sus rentas ascenderán sin exagerar a la suma de Lps 18,000,00. |

### 1916-Actualidad: Gobernadores
A continuación una lista de todas las personalidades que lograron ocupar el máximo cargo público comunitario del antiguo caserío de Benques de las Lagunetas, (Municipio de Santa Rita, Yoro).
| Fotografía | Nombres                          | PERIODOS | PARTIDOS          | TITULO                                                |
| ---------- | -------------------------------- | -------- | ----------------- | ----------------------------------------------------- |
|            | Apolonio Ortiz Rodríguez.        | 1916-17. | Partido Nacional. | Alcalde Comunitario.                                  |
|            | Luis Martín Carbajal Mejía.      | 1917.    | Partido Nacional. | Alcalde Comunitario.                                  |
|            | Charles Bach Fiedler.            | 1917.    | Partido Liberal.  | Alcalde Comunitario.                                  |
|            | Luis Antonio Bonilla Reyes.      | 1918-19. | Era militar.      | Alcalde de El Negrito, Yoro.                          |
|            | Mariano "Nano" Bertrand Anduray. | 1919.    | Era militar.      | Jefe Policial.                                        |
|            | Simón Aguilar.                   | 1919.    | Era militar.      | Jefe Policial.                                        |
|            | Antonio Carbajal Ayala.          | 1920.    | Partido Nacional. | Alcalde Comunitario, interino.                        |
|            | Santiago Nolasco.                | 1920.    | Era militar.      | Alcalde Comunitario, interino.                        |
|            | Luis Mejía Moreno.               | 1920.    | Era militar.      | Jefe Policial.                                        |
|            | Lucas Moreno Mejía.              | 1921.    | Era militar.      | Jefe Policial.                                        |
|            | Vicente Nolasco.                 | 1922-24. | Partido Liberal.  | Alcalde de El Negrito, Yoro.                          |
|            | Doroteo Campos.                  | 1924.    | Partido Liberal.  | Alcalde Comunitario, interino.                        |
|            | Luis Mejía Moreno.               | 1925-26. | Era militar.      | Jefe Policial.                                        |
|            | Julián Bejarano Robles.          | 1926.    | Apolítico.        | Alcalde Comunitario, interino.                        |
|            | Juan Alberto Bonilla Maury.      | 1926-27. | Partido Nacional. | Jefe Policial.                                        |
|            | Lucas Moreno Mejía.              | 1927.    | Partido Nacional. | Jefe Policial.                                        |
|            | Estanilao Fuentes García.        | 1927-28. | Partido Liberal.  | Alcalde Comunitario.                                  |
|            | Lucas Moreno Mejía.              | 1929-30. | Partido Nacional. | Alcalde Comunitario.                                  |
|            | Manuel Antonio Rodríguez.        | 1930.    | Partido Nacional. | Alcalde Comunitario, interino.                        |
|            | Luis Alberto Fiallos.            | 1930-31. | Partido Nacional. | Alcalde Comunitario.                                  |
|            | Juan Ramón Cruz Irías.           | 1931-32. | Partido Nacional. | Jefe Policial.                                        |
|            | Florentino Ortiz Cálix.          | 1933-34. | Partido Nacional. | Jefe Policial.                                        |
|            | Juan Ramón Cruz Irías.           | 1934-35. | Partido Nacional. | Alcalde Comunitario.                                  |
|            | Luis Rogelio Carbajal Ayala.     | 1935-38. | Partido Nacional. | Alcalde Comunitario.                                  |
|            | Juan Ramón Cruz Irías.           | 1938-39. | Partido Nacional. | Jefe Policial.                                        |
|            | Luis Rogelio Carbajal Ayala.     | 1940-41  | Partido Nacional. | Jefe Policial.                                        |
|            | Estanilao Fuentes García.        | 1941-43. | Partido Liberal.  | Jefe Policial.                                        |
|            | Luis Rogelio Carbajal Ayala.     | 1943-45. | Partido Nacional. | Jefe Policial.                                        |
|            | Mateo Díaz Salgado.              | 1945-47. | Partido Liberal.  | Jefe Policial.                                        |
|            | Luis Rogelio Carbajal Ayala.     | 1948-52. | Partido Nacional. | Jefe Policial. Alcalde Municipal de El Negrito, Yoro. |
|            | Luis Rogelio Carbajal Ayala.     | 1952-53. | Partido Nacional. | Jefe Policial.                                        |
|            | Efraín Díaz Galeas.              | 1953-54. | Partido Nacional. | Jefe Policial, interino.                              |
|            | Efraín Díaz Galeas.              | 1954-56. | Partido Liberal.  | Jefe Policial.                                        |
|            | Gumercindo Galeano.              | 1956-59. | Partido Liberal.  | Jefe Policial.                                        |
|            | Oscar Lara Erazo.                | 1959-61. | Partido Liberal.  | Alcalde Municipal.                                    |
|            | Amílcar Lara Erazo.              | 1961.    | Partido Liberal.  | Alcalde Municipal, interino.                          |
|            | Tránsito Suazo.                  | 1961-63. | Partido Liberal.  | Alcalde Municipal.                                    |
|            | DR. Humberto Rodríguez Chávez.   | 1963-64  | Partido Nacional. | Alcalde Municipal, interino.                          |
|            | Efraín Díaz Galeas.              | 1964-65. | Partido Liberal.  | Alcalde Municipal.                                    |
|            | José Ramón Salgado Reyes.        | 1965.    | Partido Nacional. | Alcalde Municipal, interino.                          |
|            | Pablo Cruz Palma Duarte.         | 1965-66. | Partido Nacional. | Alcalde Municipal, interino.                          |
|            | Florentino Ortiz Cálix.          | 1966-68. | Partido Nacional. | Alcalde Municipal, interino.                          |
|            | Luis Rogelio Carbajal Ayala.     | 1968-72. | Partido Nacional. | Alcalde Municipal.                                    |
|            | Santos Angel Alvarado Bonilla.   | 1972-76. | Partido Liberal.  | Alcalde Municipal.                                    |
|            | Armando Fuentes Alvarez.         | 1976-79. | Partido Liberal.  | Alcalde Municipal.                                    |
|            | Oscar Pineda Vásquez.            | 1980-82. | Partido Liberal.  | Alcalde Municipal.                                    |
|            | Arnulfo Chávez Banegas.          | 1982-84. | Partido Liberal.  | Alcalde Municipal.                                    |
|            | Natalia Campos.                  | 1984-85. | Partido Nacional. | Alcalde Municipal, interino.                          |
|            | René Rojas Pacheco.              | 1985-86. | Partido Nacional. | Alcalde Municipal, interino.                          |
|            | Jesús Bonilla Martínez.          | 1986-90. | Partido Liberal.  | Alcalde Municipal.                                    |
|            | Angel Antonio Reyes Fuentes.     | 1990-94. | Partido Liberal.  | Alcalde Municipal.                                    |
|            | Armando Fuentes Alvarez.         | 1994-98. | Partido Liberal.  | Alcalde Municipal.                                    |
|            | Mariano Yanez Cuevas.            | 1998-02. | Partido Nacional. | Alcalde Municipal.                                    |
|            | Félix Díaz García.               | 2002-06. | Partido Liberal.  | Alcalde Municipal.                                    |
|            | Francisca Bustillo.              | 2006-10. | Partido Liberal.  | Alcalde Municipal.                                    |
|            | Wilmer Noé Mejía.                | 2010-14. | Partido Liberal.  | Alcalde Municipal.                                    |
|            | Mario Alexi Caballero Hernández. | 2014-18. | Partido Nacional. | Alcalde Municipal.                                    |
|            | Mario Alexi Caballero Hernández. | 2018-22. | Partido Nacional. | Alcalde Municipal.                                    |
|            | Mario Alexi Caballero Hernández. | 2022-26. | Partido Nacional. | Alcalde Municipal.                                    |

## Historia de la Ciudad

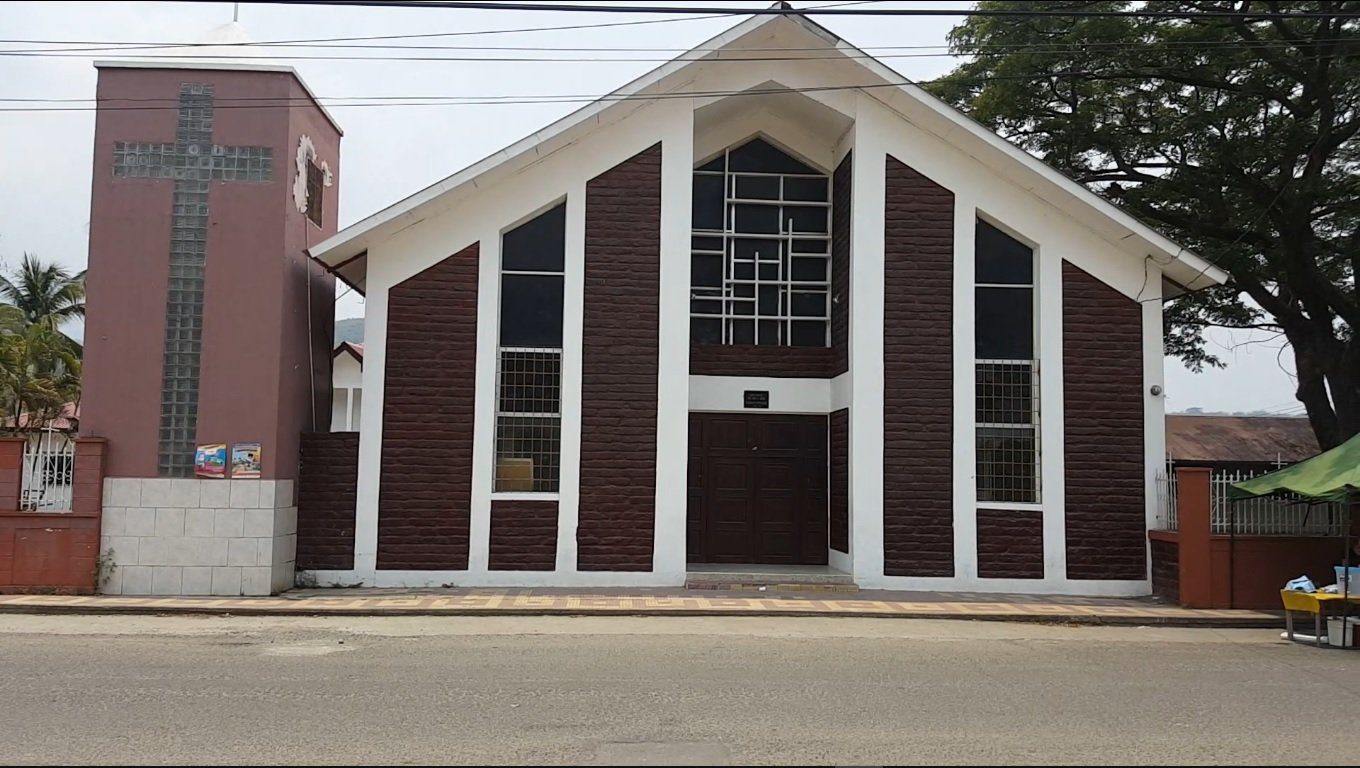
IV calle entre la II y III Avenida, barrio El Centro de Santa Rita, Yoro, Honduras.

Un 30 de junio de 1863, el presbítero español Manuel de Jesús Subirana junto al clérigo italiano Salvador Lazcani fundaron un lugar llamado Benques de las Lagunetas, jurisdicción del municipio de El Negrito, Yoro, que a su vez era una Reserva Biológica e Indígena, exclusivamente de los nativos Jicaques o Tolupanes, no obstante, las leyes hondureñas del siglo XIX fueron indebidamente redactadas, por ende, foráneos extranjeros y ciudadanos hondureños se instalaron permanentemente en la zona selvática del antiguo villorio.
El primer nombre oficial de ésta nueva área terrenal fue Reserva Biológica de Benques de las Lagunetas, El Negrito, Yoro.
A partir del anuario de 1893, la Gobernación de la República de Honduras, liderado por don ''Ponciano Leiva Madrid'' ordenó un re-ordenamiento del territorio nacional. Debido a estos repentinos cambios, Benques de las Lagunetas pasó a llamarse Reserva Biológica e Indígena Lagunetas de los Venques de Santa Cruz de Yojoa, Cortés.
Para el año de 1894, la administración municipal de El Negrito, Yoro realizó un reclamo formal al gobierno de la República de Honduras por haber perjudicado su descripción gráfica terrenal, a causa de esto, Lagunetas de los Venques de Santa Cruz de Yojoa pasó una vez más al dominio departamental yoreño, que a su vez les traspasó el poder absoluto a la gobernación negriteña, debido a estos repentinos cambios del vaivén, Lagunetas de los Venques adoptó nuevamente su antiguo nombre Benques de las Lagunetas. 
Otros pobladores negriteños conocían estas tierras con un distinto apelativo, siendo "El canto de los monos" por las grandes cantidades de ''maquisapas'' que existía en la parte alta donde hoy se le conoce como aldea de Guanchías Creek, mientras tanto, los habitantes progreseños lo llamaban "El paso de las Golondrinas". 
A mediados del verano de 1910, la Reserva Biológica Benques de las Lagunetas perdió su estatus de protección gubernamental. Los nativos Jicaques o Tolupanes emigraron a las distintas montañas de los departamentos de Yoro y Francisco Morazán. A partir del anuario de 1916 al año de 1939, La Alcaldía Municipal de El Negrito, Yoro elevó la categoría a Benques de las Lagunetas, otorgando el título de caserío.

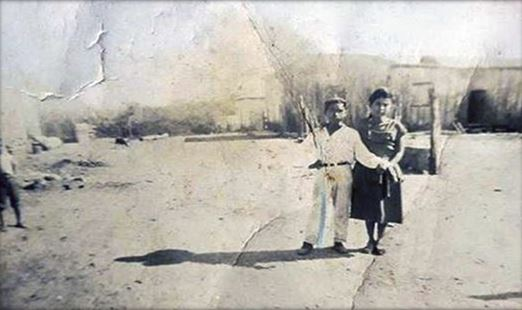
El caserío de Benques de las Lagunetas en el año de 1938. II Calle y II Avenida del barrio Centro. Adalberto y Celina Carbajal Zambrano.

El 23 de octubre del anuario de 1940, el entonces Alcalde Comunitario; Luis Rogelio Carbajal Ayala junto al Jefe Policial; Juan Ramón Cruz Irías dicidieron darle una nueva cara al caserío, primeramente designaron elevar la categoría de caserío a aldea, después le otorgaron un nuevo nombre, caserío Benques de las Lagunetas pasó a llamarse aldea de Santa Rita de Casia, El Negrito, Yoro. La nueva villa tenía 1.7 kilómetros de latitud; norte a sur, por 850 metros de longitud; este a oeste. Su principal acceso de comunicación era por el río Humuya o Comayagua, utilizando canoa privadas, cayuco públicos o barcazas de cargas.
Santa Rita, Yoro se convirtió en ciudad un 22 de junio del año 2006. El casco urbano en sí tiene apenas 5.1 kilómetros de latitud; norte a sur, teniendo como punto de partida la Colonia Guanchías y concluyendo exactamente a la mitad del río Humuya o Comayagua, por su parte, de este a oeste tiene 4.4 kilómetros de longitud, iniciando en la Colonia Buen Pastor y terminando en la última calle del barrio Subirana, no obstante, tiene un crecimiento urbanístico en tres de los cuatro puntos cardinales, siendo únicamente al austro donde ya no tiene terrenos para expandirse. Actualmente el mapa de la ciudad tiene forma de cuadrado irregular.
El Alcalde Municipal Florentino Ortiz Cálix, líder del Partido Nacional, dio la orden de construir el primer Centro Público de Salud del entonces pueblo, iniciando sus obras un 20 de octubre del año 1966 y concluyendo dicha infraestructura el 23 de enero de 1967. Cuatro días después (27 de enero de 1967) se inauguró dicho centro hospitalario. A la gran ceremonia de apertura estuvieron como invitados las grandes personalidades santarriteñas, entre ellos, Amílcar Lara Erazo (Poeta), Benjamín Peralta (Comerciante), Daniel Lara Erazo (Médico), Efraín Díaz Galeas (Pionero del Cooperativismo de Honduras), Ernestina Flores (Enfermera), Guadalupe Carney (Sacerdote estadounidense), Humberto Rodríguez Chávez (Médico), José Ortiz Cálix (Presidente Municipal del del Partido Nacional), Lisandro Lavaire (Fotógrafo), Luis Rogelio Carbajal Ayala (Pionero del Movimiento Independentista Municipal y Político), Pompilio Romero Martínez (Médico y Político), entre muchos más.
La viejo centro de salud público fue demolido el 23 de octubre del año 2013; en sus mismos predios se edificó un nuevo Poli-Clínico y Materno Infantil. Entre las atenciones médicas figuran Pediatría, ginecología, medicina general, farmacia, servicios de ultrasonidos, odnontología, equipos de emergencias móviles (Ambulancias) y rayos X. Todas las instalaciones cuentan con áreas climatizadas y la droguería abastecida en un 90%. La sala de espera está totalmente amuebladas para que las personas se encuentren en un ambiento digno y sano por mientras se les atienden. La nueva infraestructura fue gestionada en 10% por la Alcaldía Municipal de Santa Rita, Yoro, un 85% por Médicos Mundi de España y 5% por distintas Organizaciones No Gubernamentales que son manejadas por santarritenses en el extranjero. De acuerdo a las leyes hondureñas, el edificio debe recibir el mismo nombre del antiguo Centro Médico, por consiguiente, se llama Poli-Clínico y Materno Infantil Oscar Lara Erazo. El costo total fue de un millón treciento mil Lempiras, aproximadamente 55 mil dólares estadounidenses de la época.
El antiguo centro de salud público fue honoríficamente nombrado como Óscar Lara Erazo, en distinción al primer alcalde municipal de Santa Rita, Yoro, (1959-61), perteneciente al Partido Liberal, quién recibió una emboscada mortal por encargo de sus propias amistades y correligionarios perteneciente a su misma entidad política. Los delincuentes se enfrentaron a balazos con el gobernador Municipal ya nombrado, quien trató de resguardarse en el viejo Edificio donde funcionaba el Ayuntamiento, recibiendo ayuda directa de Efraín Díaz Galeas, Luis Rogelio Carbajal Ayala y Oscar Pineda Vásquez, quienes estaban en sus alrededores y no dudaron en participar en la balacera, quitándoles las vidas a dos de cuatro malhechores, sin embargo, ya era tarde, el Edil ya había muerto. ¡Y aunque usted no lo crea!, Los líderes del Partido Nacional brindaron tan honroso tributo; debido a la negativa de miembros izquierdistas del Partido Liberal, que al final fueron totalmente ignorados y señalados como viles asesinos.
¡Sépalo usted qué! Los primeros suburbios de la ciudad de Santa Rita, Yoro son los siguientes, teniendo su orden alfabético: El Centro (1909), Buenos Aires( 1910), Minerva (1916), Pueblo Nuevo (1916) y Subirana (1920).
El censo del Gobierno de la República de Honduras del año 2019 informó que la pequeña ciudad de Santa Rita, Yoro tenía una población de 37,250 habitantes, contando a los adultos, adolescentes y niños. El 20% de los habitantes santarritenses pertenecen al grupo social de clase alta, por otro lado, el 30% de sus residentes santarriteños se encuentran estancados económicamente en un nivel medio, por último, el 50% de sus ciudadanos viven en situación de extrema pobreza. Pero un dato importante, el 70% de las familias que residen en el casco urbano tienen un apoyo monetario, debido a que cuentan con un pariente residiendo en los Estados Unidos de América.
La ciudad de Santa Rita, Yoro cuenta con diecisiete barrios, 12 colonias y un caserío dentro del casco urbano. A continuación una lista de todos los suburbios y colonias que existen en la ciudad ya mencionada, por orden alfabético.
| Barrios          | Localización   | Fundadores                   | Colonias          | Localización   | Fundadores                   |
| ---------------- | -------------- | ---------------------------- | ----------------- | -------------- | ---------------------------- |
| Bella Vista      | Norte          | Efraín Díaz Galeas.          | Altiplano         | Norte          | Mario Alexi Caballero.       |
| Buenos Aires     | Céntrico/Este  | Estanilao Fuentes García.    | Buen Pastor       | Este           | Mariano Yánez Cuevas.        |
| El Centro        | Céntrico       | Apolonio Ortiz Rodríguez.    | Brisas del Norte  | Norte          | Varias personas.             |
| El Echeverry     | Suroeste       | Luis Rogelio Carbajal Ayala. | Cedén o Fifí      | Céntrico/Norte | Oscar Pineda Vásquez.        |
| El Milagro       | Céntrico/Oeste | Luis Rogelio Carbajal Ayala. | Cecilio Caballero | Oeste          | Mario Alexi Caballero.       |
| El Municipal     | Noreste        | Armando Fuentes Álvarez.     | Guanchías         | Norte          | Cooperativa Guanchías Lmtda. |
| Lara             | Céntrico/Oeste | Amílcar Lara.                | Gracias a Dios    | Este           | Mariano Yánez Cuevas.        |
| Las Prestaciones | Noreste        | Oscar Pineda Vásquez.        | Rodríguez         | Oeste          | Familia Rodríguez-Ceballos.  |
| Linda Vista      | Este           | Jorge Johnny Handal.         | San Jorge         | Norte          | Socios de los Buenos Amigos. |
| Los Laureles     | Céntrico/Este  | Antonio Carbajal Ayala.      | San Miguel        | Norte          | Varias personas.             |
| Minerva          | Céntrico/Norte | Luis Antonio Bonilla.        | Sitraterco        | Oeste          | Varias personas.             |
| Nueva Vida       | Norte          | Jorge Johnny Handal.         | Villa Adela       | Norte          | Lotificadora Handal.         |
| Pueblo Nuevo     | Este           | Antonio Carbajal Ayala.      |                   |                |                              |
| San José         | Noreste        | Nasry Amireh.                |                   |                |                              |
| Subirana         | Oeste          | Fruit Company Inc.           |                   |                |                              |
| 4 de Septiembre  | Oeste          | Fruit Company Inc.           |                   |                |                              |
| 12 de Noviembre  | Oeste          | Varias personas.             |                   |                |                              |

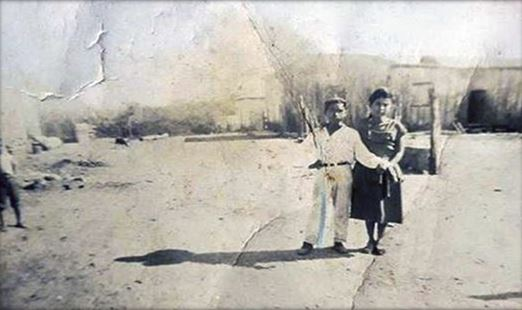
Barrio El Centro, II Calle y II Avenida, Santa Rita, Yoro, Honduras. Adalberto Carbajal Zambrano y Celina Carbajal Zambrano. Fotografía del año 1938.
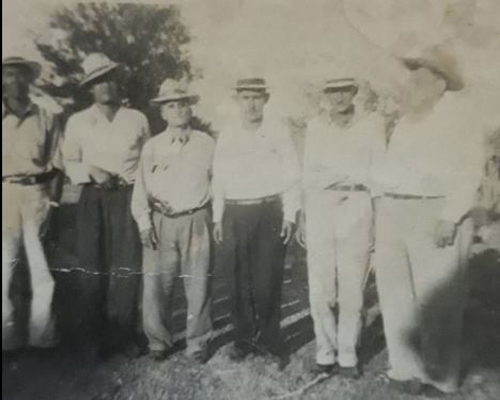
Izquierda a derecha: "El negro" Urbina, Manuel Rodríguez, Luis Fiallos, Luis Rogelio Carbajal Ayala, Federico Gallardo Fuentes y Juan Ramón Cruz Irías. Fotografía del año 1955.
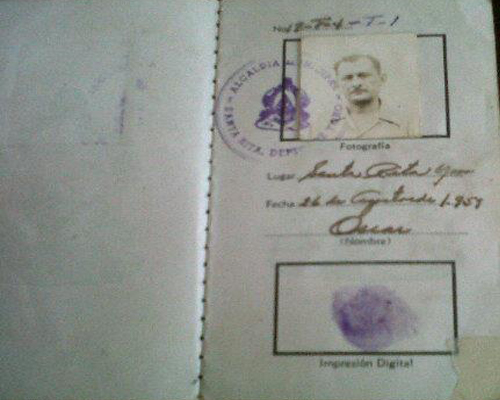
Identificación Nacional de Honduras perteneciente al primer Alcalde Municipal de Santa Rita, Yoro, Oscar Lara Erazo, año de 1957.
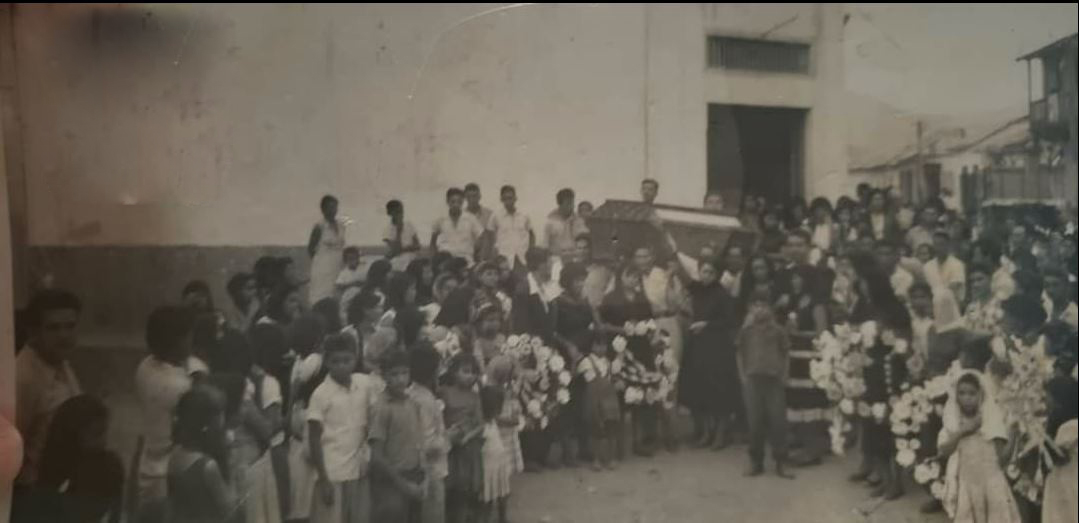
Marcha fúnebre de doña Sara Hernández Sandoval, año de 1960.
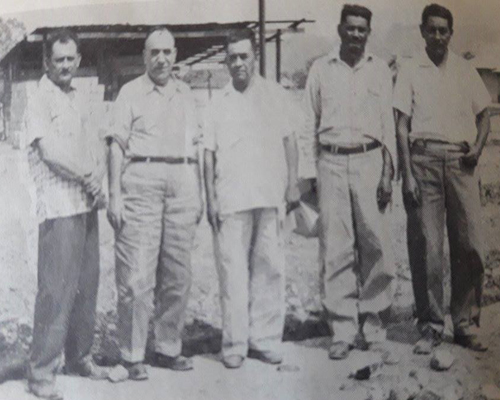
Izquierda a derecha: Oscar Lara Erazo, Salen Sakán (Chileno), DR. Daniel Lara Erazo, Joaquín Perdomo y Luis Sierra. Fotografía del año 1960
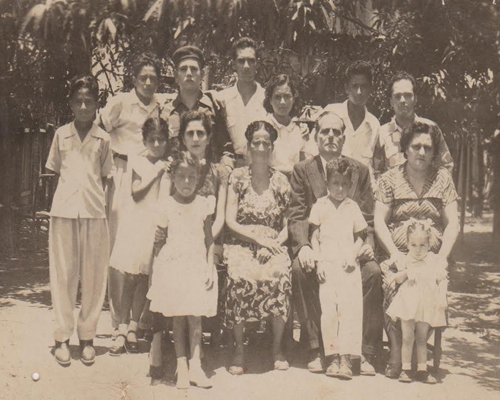
Clan de ascendencia Árabe que residió en Santa Rita, Yoro, Honduras. Familia Joch.
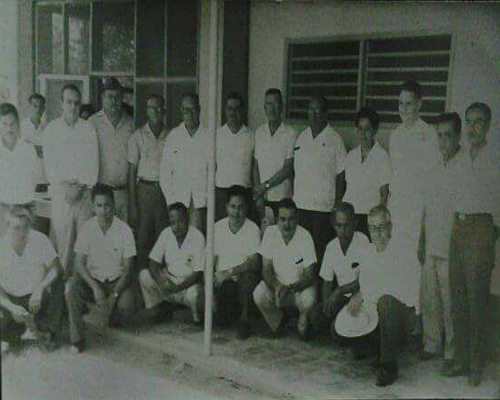
Inauguración del Centro de Salud Público de Santa Rita, Yoro, Honduras, año de 1964-65.
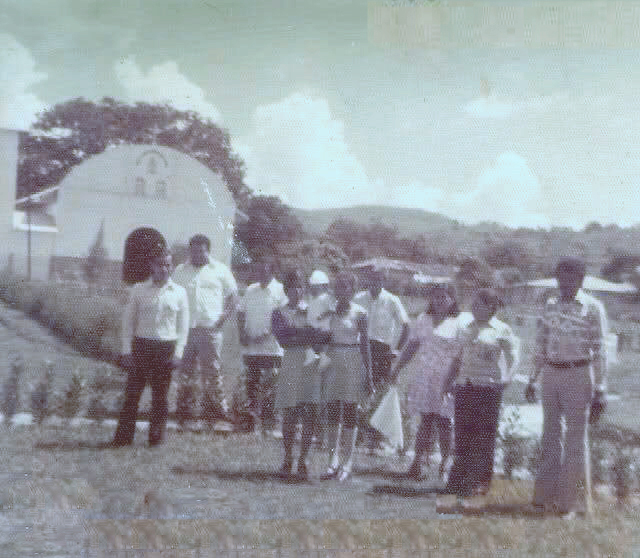
Antiguo Parque Central de Santa Rita, Yoro, Honduras. 1977.

## Gastronomía

### Platillos Tradicionales
El municipio de Santa Rita, Yoro tiene una variedad de exquisitos platillos para deleitar al paladar, siendo su principal ingridiente el guineo, conocido en el mundo como plátano o banano; ya sea verde o maduro, debido a que se encuentra en una área muy productiva de dicho fruto comestible. Los pobladores santarriteños (as) tienen acceso al río Humuya o Comayagua, por ende, disfrutan mucho de diferentes especies de pescado, curiles y chacalines, similar forma, pueden adquirir productos frescos de mar debido a su cercanía a la zona atlántica de Honduras.
Dentro de los platos típicos santarriteños se puede destacar "El casamiento costeño", el cual, costa de arroz, frijoles, guineos verde, tortillas de maíz; acompañado de pollo guisado y su caldo, usualmente se le puede agregar chile jalapeño, papas cocidas, queso seco y yuca a su gusto. Otro deleite característico del municipio de Santa Rita, Yoro es el tradicional "El mañanero". Se trata de una comida rápida que se disfruta entre las 5:30 a 7:30 de la mañana y se compone de plátanos maduro, frijoles fritos, mantequilla, mortadela, queso seco y tortillas. Se les puede acompañar con una bebida caliente, ya sea una taza de café o un vaso de leche, inclusive con un jugo helado de naranja o limón.

Los sábados o domingo, dependiendo la familia; por la mañana se hacen carne asada; acompañado por frijoles frito, chimol y tortillas de maíz, mientras tanto, en horas del mediodía se goza de un ambiente familiar y los almuerzo pueden ser platos tradicionales, como son el caldo de gallina, sopa de caracol, sopa de cangrejos, sopa de mondogo, sopa de pescado y sopa de res. Los pobladores santarriteños que viven en las montañas gozan de otros platos clásicos de alimentos, por ejemplo, por la mañana pueden saborear unas buenas tortillas de maíz salidas del comal, al cual, se le agregan frijoles parados, cuajadas o quesillos, extremeños de carne de cerdo y papas; acompañados por un vaso de leche recién ordeñada de la cabra o vaca, depende el gusto propio de cada familia. Hay una variedad de sabrosos alimentos., como se dice en el lenguaje colonial, "Para chuparse los dedos".

Platillo típico #1: Arroz, frijoles, guineos verde, acompañado con caldo de pollo guisado.
Platillo típico #2: Plátanos o guineos verde acompañado con pollo frito, chile picado y diferentes salsas.
Platillo típico #3: Sopa de frijoles, acompañado de arroz, plátano maduros o verde, chicharrones, huevos y chile.
Platillo típico #4: Sopa de res y verduras.

### Postres Típicos
Los habitantes de Santa Rita Yoro consumen diferentes bocadillos y postres matutinos, dependiendo la temporada, por ejemplo, un día habitual se puede saborear el famoso platillo arroz con leche y canela, hojuelas con miel u otro mermelada, fritas de guineo maduro, empanadas de plátanos maduros y fritas de harina con café.

Bocadillos Típicos #1: Empanadas de plátanos maduros con azúcar.
Bocadillos Típicos #2: Fritas de guineos maduro.
Bocadillos Típicos #3: Fritas o macheteadas.
Bocadillo Típicos #4: Hojaldras con mermelada.
Bocadillos #5: Nueganos con miel.

## Medios de Comunicaciones

### Canales de Televisión
La ciudad de Santa Rita, Yoro es sede de tres canales de televisión que transmiten por circuitos cerrados, siendo esas empresas Tele Santa Rita propiedad del doctor Dionisio Romero Díaz, Canal 12 posesión del Mario Alexi Caballero y Kaykay TV. Estos medios de comunicaciones sobreviven gracias al patrocinio de algunos comercios privadas, pero sobre todo por personas que se dedican a la política, especialmente aquellos que ocupan un cargo público dentro del Ayuntamiento de éste municipio, debido a ese detalle se les puede considera frecuencias politizadas; dependiendo la época de gobernación.
Estos canales de televisión tiene una programación particularmente lo mismo, ejemplos: Campo Pagado (Religiones), dibujos animados, noticias no tan trascendentes, películas y fútbol.
A partir del 3 de julio del año 2012, miembros de la Mara Salvatrucha (MS-13) y la Pandilla 18 (XV3) se enfrentaron en una guerra violenta por más de seis años, dejando una estela de muertos en diferentes sectores de la ciudad. Más de 600 jóvenes de diferentes edades perdieron sus valiosas vidas. Los corresponsales de los distintos medios de comunicación de circuitos cerrados que tenían dentro de sus labores cubrir las noticias de hechos violentos recibieron amenazas a muertes de ambos grupos criminales. La advertencia correspondía a lo siguiente: "Se prohibe rotundamente cubrir las noticias que involucren a las maras y pandillas ya mencionadas, de lo contrario, se atienen a las consecuencias". Lógicamente el mensaje original estaba escrito con palabras intimidantes y soeces.
La frecuencia de Canal 12 no transmite noticias de sucesos violentos desde el 2012 hasta la actualidad, por miedo a recibir represalias por integrantes de la Pandilla 18, mientras tanto, Tele Santa Rita si informa básicamente algunos hechos sangrientos, pero evita dar muchos detalles de lo acontecido, en cambio, Kaykay TV no sé involucra en esos asuntos, da las noticias de actos criminales siempre y cuando otros canales transmitan primero, así evitan tener la primicia, por ende, eluden el problema con los antisociales, especialmente con la Mara Salvatrucha (MS-13). 

### Medios Escritos Digitales
Santa Rita, Yoro cuenta con un solo medio escrito digital, siendo Diario Telegrama Honduras, siglas "DTP", propiedad del escritor y poeta Harold Obed Salinas. Este periódico digital se fundó el 1 de enero del año 2005. teniendo en sí dieciocho años de experiencia informativa a la actualidad. Es el único miedo que se puede considerar neutro, aunque en ocasiones centra más a la extrema derecha en el ámbito político, aun así, no vende espacios publicitarios, ni de artículos a personajes que ocupan cargos públicos dentro del Ayuntamiento de éste municipio o Congreso Nacional. Sobreviven gracias a donaciones y otros ingresos privados.  Diario Telegrama Honduras a través de dos década ha ido modificando sus secciones informativas, en un principio sólo cubría noticias relacionadas con accidentes, entrevistas a diferentes personajes públicos, homicidios, luego anexó política local y deportes.
Entre el 5 de julio al 12 de agosto del año 2012, integrantes de la Mara Salvatrucha (MS-13) y Pandilla 18 (XV3) ejecutaron de manera atroz a tres corresponsales del Diario Telegrama Honduras, únicamente por haber cubierto las noticias relacionadas con homicidios que se registraron en la temida guerra entre bandas rivales. Debido a esos percance, el propietario de Diario Telegrama Honduras; Harold Obed Salinas y cuatro de sus redactores que residen en los Estados Unidos de América le declararon abiertamente la lucha a criminales en Santa Rita, Yoro y sus alrededores, por tanto, no le temían a las amenazas. Cada caso de violencia que se registraba dentro del casco urbano de esta ciudad se investigaba en total anonimato hasta dar con los criminales. A partir del 2012, "DTP" publica sin temor alguno fotografías de los maleantes que tienen atemorizados al pueblo santarriteño, igualmente sus nombres y apellidos completos, direcciones donde residen entre muchos otros datos más.
En el 2018, Diario Telegrama de Honduras fue objeto directo de amenazas a muerte y difamaciones por miembross del Partido Libertad y Refundación (LIBRE). Los cuales crearon páginas falsas del Diario Telegrama Honduras en Facebook, Instagram y Twitter para desinformar a los habitantes santarritenses, solamente por no vender espacios publicitarios, ni compartir doctrinas dentro de la política. El propietario de "DTP", Harold Obed Salinas se enfrentó sin tregua a varios políticos locales, en consecuencia publicó decenas de actos corruptivos, hechos de terrorismo, similar forma de maltrato hacia los animales y pedofilia de ciudadanos que buscaban un cargo dentro del Palacio Municipal de Santa Rita, Yoro, e incluso, del Congreso Nacional.
En el 2018 al 2022, algunas personas con poder político, entre ellos, Alcaldes, vicealcaldes, regidores, diputados entre otros amenazaron al escritor Harold Obed Salinas y al Diario Telegrama de Honduras por falsas acusaciones y difamaciones, no obstante, nadie se atrevió hacer dichas denuncias por miedo a una contra-demanda. Demostrando de esa forma que Diario Telegrama Honduras siempre tiene como fundamento la veracidad.

## Deportes
La Ciudad posee un equipo de fútbol llamado Oro Verde Fútbol Club, que juega en la Segunda División de Honduras.

## Personajes históricos e ilustres
El municipio de Santa Rita, departamento de Yoro tiene engarzados en su historia varios nombres célebres; tales como: Escritores, compositores, deportistas, doctores, maestros, novelistas, políticos, poetas, entre otros personajes. Lo de más lustres como el declamador Amílcar Lara Erazo, el pionero del cooperativismo hondureño y latinoamericano Efraín Díaz Galeas, el político y héroe nacional de la República de Honduras don Luis Rogelio Carbajal Ayala o el sacerdote y mártir estadounidense James Francis Carney apenas necesitan presentación, otros-quizás no tan mediáticos como el poetastro Juan Moreno, el escritor, historiador y poeta Harold Obed Salinas Durán y novelistas Marco Antonio Garay Cartagena se encuentran dormitando en el sueño del anonimato. 

### Escritores
A través de la historia, el municipio de Santa Rita, Yoro no cuenta con muchos escritores o novelistas, debido a la falta de oportunidad para sobresalir en el ámbito de la literatura. Los distintos gobernadores municipales han ignorado por completo a las personas que tienen capacidad intelectual para desempeñar o ejercer una actividad en el ámbito cultural, debido a un simple factor, generan más déficit que ganancias económicas. Los políticos santarriteños prefieren invertir en negocios sucios que les dé muchos ingresos monetarios; en vez de apoyar a la juventud. Y tienen toda la razón, "Vale más un pueblo lleno de analfabetas, que cientos de intelectuales". 
Los pocos escritores santarritenses que han existido al pasar del tiempo han logrado sobresalir en su profesión de a poco, por sus propios medios e inversiones privadas, no obstante, en vez de tener apoyo incondicional de los habitantes santarriteños, lo único que han recibido son críticas negativas e insultos por personas iletradas o con dislexia. 
|  |  |
|  |  |
|  |  |

### Poetas
Las poesías santarriteñas nos regala frases, versos o sonetos maravillosos llenos de amor incondicional y romanticismos puros. La literatura poética tiene un poder muy envolvente y da vida en sí a las ceremonias e historias que narran en cada composición romántica que siempre es bienvenida con rimas y versos bien significativos de sentimientos. 
En la "época de oro" de Santa Rita, Yoro existieron grandes personalidades que se destacaron en el ámbito poético, sin embargo, no lograron publicar un tan solo libro. Entre ellos se puede mencionar al poeta y declamador Amílcar Lara Erazo, el héroe nacional y pionero del cooperativismo hondureño Efraín Díaz Galeas, el abogado Pompilio Romero Díaz, el maestro Gabino Vásquez Argueta, el médico empírico Daniel Lara Erazo o la profesora Lidia Carbajal Zambrano. 

### Poeta Moderno

Poeta moderno y versátil Harold Obed Salinas.

Harold Obed Salinas Durán es un poeta hondureño, él nació en el barrio Cabañitas de la ciudad de San Pedro Sula, Cortés, sin embargo, gran parte de su niñez y adolescencia la pasó en Santa Rita, Yoro, Honduras.
Es hijo de Roger E. Salinas Carbajal y Rossana Oneida Durán Sánchez. Es nieto de la distinguida maestra de educación básica Lidia Carbajal Zambrano y bisnieto del reconocido político Luis Rogelio Carbajal Ayala, además es sobrino del renombrado sacerdote Antonio "Tony" Salinas Avery y es descendiente directo del expresidente hondureño José María Martínez Salinas; el cual, emitió el Decreto que Honduras es un Estado Libre, Soberano e Independiente.
Harold Obed Salinas se destaca en las composiciones literarias, donde él expresa artísticamente la elocuencia poética, especialmente en las poesías antiguas, bucólicas, contemporáneas, coral, dramática, épicas, liricales, medieval y románticas.
Entre sus obras literarias se encuentran:
1. La historia del municipio de Santa Rita, Yoro.
2. Recuerdos Gráficos de Santa Rita, Yoro, 1860-1960.
3. Prosas & Poemas; Antología del Amor.
4. Prosas & Poemas, Nostalgia.
5. Prosas & Poemas; Sentimientos.
6. Prosas Poéticas de Obedurán.
7. The Anthology of Love. (English Versión).

## Primeras Familias

Ciudadanos santarritenses celebrando la inauguración de la primera Iglesia católica en honor a Santa Rita de Casia, ño 1954.

En el año de 1845, la familia Gómez-Molina fue el primer clan pro-moderno del siglo XIX que se instaló a orillas del río Humuya o Comayagua en las selvas de Benques de las Lagunetas, hoy ciudad de Santa Rita de Cascia del municipio de Santa Rita, Yoro. 
¿Quiénes conformaban ésta unión familiar? Estaba compuesta por Tulio Gómez; nativo de la tribu Krausirpi o Tawahkas, la señora Lorenza " Lencha" Molina; indígena de la etnia Cholulas o Chorotegas, sus hijos Juan y Federico Gómez Molina; autóctonos benqueños de sangre mixta.
¡Cabe mencionar el siguiente dato! Los descendientes de la familia Gómez-Molina aún siguen habitando las mismas zonas de sus ancestros. La sangre de éste humilde clan familiar acumulan 179 años (2024) residiendo en la ciudad de Santa Rita de Cascia del municipio de Santa Rita, Yoro.
A continuación usted podrá observar en sus pantallas un cuadro de las diez primeras familias de Santa Rita, Yoro:
| Llegada | Clanes             | Pareja conformadas por:                              | Descendientes                                             |
| ------- | ------------------ | ---------------------------------------------------- | --------------------------------------------------------- |
| 1845.   | Gómez-Molina       | Tulio Gómez & Lorenza Molina.                        | Sin descendientes. Paula Molina (Prima) y Familia.        |
| 1909.   | Ortiz-Cálix.       | Apolonio Ortiz Rodríguez & María Estefanía Cálix.    | Hijos, nietos, bisnietos, tatara-nietos.                  |
| 1916.   | Carbajal-Mejía.    | Luis Martín Carbajal Mejía & Antonia Ayala Hércules. | Hijos, nietos, bisnietos, tatara-nietos.                  |
| 1918.   | Banegas-Fuentes.   | Coronado Banegas e Hipolinaria Fuentes García.       | Hijos, nietos, bisnietos, tatara-nietos.                  |
| 1918.   | Fuentes-García.    | Manuel Fuentes & Isabel García Zambrano.             | Sin descendientes.                                        |
| 1918.   | Zambrano-González. | Francisco González & Ana Cristina Zambrano Chávez.   | Sin Descendientes.                                        |
| 1918.   | Banegas-Zambrano.  | Toribio Banegas & Teresa Zambrano González.          | Descendencia de sus hijos (as) y otros clanes indirectos. |
| 1918.   | Salinas-Zambrano.  | Juan Luis Salinas & Leonor Zambrano González.        | Sin Descendientes.                                        |
| 1918.   | Zúñiga-Zambrano.   | Juan María Zúñiga & Filomena Zambrano González.      | Sin Descendientes.                                        |
| 1918.   | Schrunders.        | Carlos Schrunders.                                   | Hijos, nietos y bisnietos.                                |

La evolución de las familias y clanes ya mencionados fue sumamente diversa, teniendo primeramente sus auges, por ejemplo: El señor Luis Martín Carbajal Mejía es descendiente directo de sangre bilbaínas que trabajaron directamente con monarcas españoles, tales como los siguientes reyes:  Fernando VI, Carlos III, Fernando VII e Isabela II. 
La familia Carbajal o Carvajal perdió completamente su poder político a nivel internacional a partir del año 1870, sin embargo, algunos de sus descendientes en el siglo XX; como lo fue don Luis Rogelio Carbajal Ayala gozó de un estatus social alto, poder económico y político desde 1933 hasta 1970, sin embargo, la mayoría de sus descendientes perdió completamente su posición de poderío adquisitivo y a su vez de autoridad política por malas administraciones entre parientes.
Por otro lado, la rama de consanguinidad de ésta familia tiene un pequeño margen del 30% que se mantiene con un alto nivel de preparación educativa, entre ellos hay, abogados, arquitectos, doctores, ingenieros mecánicos y maestros.
Los herederos de la Familia Fuentes-García han logrado gozar de un estatus social alto entre 1920 a 1970, algunos de sus descendientes se transformaron en grandes personalidades dentro del ámbito cooperativismo, económico, ganadero y político, sin embargo, al pasar el tiempo el linaje perdió totalmente poder adquisitivo; la mayoría de sus bisnietos han tomado rumbos diferentes y se encuentran viviendo "Bajo las sombras" de sus ancestros, empero, una menoría lograron terminar sus estudios superiores y de a poco alcanzaron un estatus dentro de la sociedad, ya sea por los siguientes medios: Periodismo, política local, medicina y militar. La descendencia del Clan Fuentes-García experimentó en "carne propia" la siguiente fórmula social: Auge, caída, esperanza y regeneración. Toda esa experiencia en un tramo de cien años.

### La familia Gómez-Molina
El siglo XX (1900-99) marca un antes y después en la historia de Santa Rita, Yoro, Honduras. La primera familia pro moderna del siglo XIX y descendientes directos del grupo étnico Cholulas o Chorotegas fueron el clan Gómez-Molina, quienes llegaron en el año de 1845 a las selvas de Benques de las Lagunetas, Sula Curato, después ser pasó a formar parte de El Negrito, Yoro, (Actualmente municipio de Santa Rita). Esta familia estaba conformada por don Tulio Gómez (Aprox. 1808-1900) y su queridísima esposa doña Lorenza “Lencha” Molina (Aprox 1822-1920), ambos tenían la compañía de sus dos hijos mayores, siendo ellos Juan (Aprox 1840-1894) y Federico Gómez Molina (Aprox. 1843-1920) .
La señora Lorenza Molina era originaria de Cuyalí, jurisdicción de la antigua Teguciguata. Este lugar también fue conocido como San Antonio de Texiguat, hoy municipio de Texiguat, departamento de 'El Paraíso, Honduras'. Doña “Lencha” Molina fue descendiente directo de los indígenas Cholulas o Chorotegas. Esta tribu dominó gran parte de las tierras centrales de Honduras hace tres siglos, terminando su gran imperio a mediados del año 1860.
Se tiene conocimiento pro no verificado que don Tulio Gómez pertenecía a los 'nativos' 'Krausirpi' de los 'Tawahkas', quienes predominaban las tierras céntricas orientales del 'territorio hondureño', hoy en día conocido como el departamento de Olancho. Ambos 'autóctonos' contrajeron 'nupcias' con sus respectivas normas, pero nunca bajo las leyes hondureñas. Supuestamente ambos eran desertores de sus mismas tribus, por consiguiente, escaparon y se aposentaron en las selvas de Benques de las Lagunetas, El Negrito, Yoro, aceptandos muy bien por los indígenes Jicaques o Tolupanes.
Desde su llegada en el año 1865 hasta el anuario de 1860, la familia Gómez-Molina sólo tenían contacto directo con la tribu Jicaques o Tolupanes, pero con la llegada del párroco italiano Salvador Lazcani cambió toda su suerte, ya sea para bien o mal. Un año después, para ser exactos un 10 de mayo de 1861, cuando doña Lorenza Molina y su hijo Juan Gómez buscaban ramas secas y alimentos a 100 metros de su hogar, (hoy II Calle y II Avenida del barrio El Centro), de casualidad encontraron dentro de un hueco de árbol de caoba una pequeña estatua de 'Santa Rita de Casia'. 
Siguiendo las coordenadas de su compañero ya fallecido Salvador Lazcani, el presbítero español Manuel de Jesús Subirana se dirigió al primer caserío de Benques de las Lagunetas, El Negrito, Yoro; ahí observó varias familias nativas de los Jicaques o Tolupanes, pero para su mayor sorpresa fue ver el hogar del clan mixto Gómez-Molina, seguidamente se dirigió hacía donde estaban ellos, según las leyendas interactuó más con doña "Lencha" Molina, por ende, logró ver la estatua de madera de Santa Rita de Casia, luego, dio su bendición en una ceremonia religiosa. Hechos ocurridos el 25 de julio de 1864.
Se cree que Juan Gómez Molina fue una persona especial y que padeció de tuberculosis hasta su último día de vida, falleciendo entre el 20 y 25 de noviembre de 1894. (Existe una leyenda la cual menciona que su cuerpo fue sepultado en las riberas del río Humuya, actualmente propiedad de la familia Banegas-Hernández). Seis años después, exactamente el 25 de enero del año 1900, el patriarca de la familia Gómez-Molina dejó de existir debido a un fulminante paro cardíaco, probablemente tenía 89 a 92 años de edad. (Los indígenas Jicaques o Tolupanes se encargaron de desaparecer el cuerpo de don Tulio Gómez; lanzándolo al río Humuya).
Un total de ocho años pasaron para que la señora “Lencha” Molina nuevamente tuviera contacto con personas foráneas. A mediados del año 1909, don Apolonio Ortiz Rodríguez y María Estefanía Cálix arribaron a las selvas de Benques de Lagunetas, El Negrito, departamento de Yoro.
Al transcurrir el año 1915, don Apolonio Ortiz junto a Federico Gómez Molina (Un enfermo mental), que en ocasiones se comportaba de manera normal, decidieron construir un nuevo hogar a la señora Lorenza Molina y así viviera sus últimos días en completa armonía. A partir de ese mismo año (1915), don “Polo” Ortiz Rodríguez y Estefanía Cálix adoptaron como madre a la señora Lorenza Molina. Cuidándola con tanto cariño hasta el día de su muerte. Para ese entonces ella tenía 93 años de edad. Transcurrió cinco años desde que la familia Gómez-Molina se había mudado a su nuevo hogar y nuevamente una tragedia iba atormentar a la pobre anciana que ya no podía soportar un dolor más en su vida. (Federico Gómez Molina falleció de muerte natural, supuestamente un 10 de febrero de 1920).
La señora María Estefanía Cálix cuidaba a cada momento de su madre adoptiva Lorenza Molina, sin embargo, un escalofriante temor le invadió su cuerpo, ella creyó que doña “Lencha” iba a morir en cualquier momento de musepo y no fue la excepción, estaba en su justa razón. Entre el 10 y 20 de noviembre de 1920, una joven de nombre Paulina Molina desembarcó en un claro del río Humuya, exactamente donde se ubica la antigua residencia conocida como “El sótano”. Esta dama era originaria de El Negrito, Yoro y era el único familiar cercano de Lorenza Molina.
El señor Apolonio Ortiz junto a María Estefanía Cálix y Paula Molina cuidaban y complacían día tras día a Lorenza Molina. En pocas palabras la trataron como una verdadera Reina. (Para ese entonces la tribu Jicaque o Tolupanes ya no existían en Benques de las Lagunetas). El 31 de diciembre del año 1920, doña Lorenza “Lencha” Molina vda. de Gómez de 98 años de edad, falleció por un fulminante ataque cardíaco a causa del musepo. Al momento de su muerte les acompañaba sus eternos amigos, Apolonio Ortiz Rodríguez, Antonio Carbajal Ayala, Luis Rogelio Carbajal Ayala, María Estefanía Ortiz Cálix, Paula Molina, Patricio Banegas y Teresa Amparo Zambrano González.
El primero de enero del año 1921, a las 7:30 de la mañana, doña Lorenza Molina fue sepultada en el cementerio general de Minerva. (Actualmente Poli-Clínico y Materno Infantil; Oscar Lara Erazo). Su tumba se localiza a 10 metros del antiguo portón principal. Sus restos aún descansan en esos predios. Cabe destacar que la Familia Gómez-Molina no tienen descendientes directos, sin embargo su prima Paulina Molina se quedó a vivir en Santa Rita, Yoro, donde procreó varios hijos y sus descendientes aún permanecen residiendo en el mismo lugar que sus antepasados.
Si se cuenta desde el primer día (1845) que don Tulio Gómez y su esposa Lorenza "Lencha" Molina se instalaron en las antiguas selvas de Benques de las Lagunetas, El Negrito, Yoro, actualmente ciudad y municipio de Santa Rita, Yoro, hasta contar a sus últimos descendientes directos de quinta generación en el año 2020, entonces, ésta familia acumula un total de 174 años de habitar las tierras santarriteñas.

### Familia Ortiz-Cálix

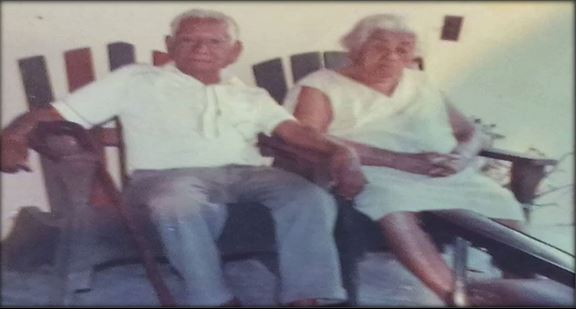
Don Apolonio Ortiz Rodríguez y doña María Estefanía Cálix.

En el año de 1909, la costa norte del territorio hondureño fue azotada por un poderoso huracán de categoría 5, destruyendo gran parte de las aldeas y caseríos que estaban asentadas a inmediaciones de los ríos Chamelecón en el departamento de Cortés, Humuya o Comayagua y Ulúa en Yoro. La aldea de San Manuel, Cortés fue destruida totalmente, algunas de las tierras y cultivos se las llevó el agua y cambió radicalmente el mapa político de esa época, pocas personas lograron resguardarse en otras zonas más seguras, pero perdieron todas sus propiedades, entre ellos se encontraban don José Apolonio Ortiz Rodríguez y María Estefanía.
Don Apolonio Ortiz Rodríguez supuestamente nació entre 1883 y 1885 en el antiguo caserío de Morazán, Sulaco, departamento de Yoro, (Actual municipio y ciudad de Morazán, Yoro). El acta de nacimiento de don Apolonio Ortiz Rodríguez probablemente se encuentre en los ayuntamientos de Tela; Atlántida, El Negrito, El Progreso y Sulaco en Yoro o en el Registro Nacional de las Personas en Santa Rita, la verdad nadie sabe dónde está su verdadero documento de natalicio, ya que en esos tiempos existían demasiados cambios territoriales, aún se estaba construyendo el mapa político de Honduras.
Cuando el señor Apolonio Ortiz Rodríguez era un adolescente de apenas dieciocho años de edad, abandonó caserío de 'Morazán' con la única intención de buscar mayores oportunidades en el rubro 'agrícola' y 'ganadero' en la comunidad de 'Oro Verde, Yoro' (Actual municipio El Progreso, Yoro), sin imaginar que el mitológico dios del deseo amoroso “Cupido” iba a cambiar radicalmente su destino. Apolonio Ortiz Rodríguez al llegar a la comunidad de Oro Verde se topó con su primer gran obstáculo sin haber logrado comenzar a trabajar. Ningún comerciante o hacendado le daba u ofrecía empleo por su inexperiencia laboral, ya que no sabía absolutamente nada. Fueron tres agónicos meses sin obtener una respuesta positiva, “Polo” como cariñosamente le decían, apenas vivía con el poco dinero que lograba ganar realizando encomiendas de un lugar a otro, hasta que un día conoció a quien sería su eterna y amada esposa María Estefanía Cálix. 
La muchacha Estefanía Cálix era empleada del servicio doméstico en la reconocida hacienda “La Terranova”. Los legítimos dueños de esa magnífica finca eran los Johnson-Brown, una reconocida y archimillonaria familia estadounidense que se dedicaban al rubro agrícola y ganadero. Este clan familiar lideraba aproximadamente cincuenta empleados dentro de “La Terranova”. María Estefanía Ortiz recomendó a su amigo Apolonio Ortiz Rodríguez con sus capataces, quienes inmediatamente le ofrecieron trabajo como chapeador y leñador en la finca “Terranova”.
Al cabo de un año trabajando para la familia Johnson-Brown, el joven Apolonio Ortiz se convirtió en un nuevo capataz de aquella fabulosa y reconocida finca progreseña, “La Terranova”. Dios no se había olvidado de él, todo lo contrario, le tenía reservado una vida llena de alegría. Apolonio Ortiz y María Estefanía Cálix comenzaron una relación amorosa cuando ambos trabajaban en la hacienda “Terranova”. Después de un año de noviazgo contrajeron nupcias, teniendo como padrinos a los Johnson-Brown.  La ceremonia se realizó en una antigua Iglesia católica de El Progreso, Yoro. El sacerdote de apellido Londoño se encargó de todos los preparativos religiosos y de enlazar a los dos jóvenes como marido y mujer.
Al transcurrir una semana de casados, la familia Ortiz-Cálix abandonó “La finca Terranova” y se aventuraron al caserío de 'San Manuel, Cortés', ahí compraron una pequeña finca de diez manzanas y construyeron su humilde hogar. El clan estadounidense Johnson-Brown les obsequió una docena de vacas lecheras e iniciaran un nuevo proyecto. El caserío de San Manuel era considerado la segunda capital del banano, siendo superado por La Lima, Cortés. Las empresas multinacionales contrataron miles de hondureños para trabajar en el rubro agrícola. Entre esos empleados se encontraba Apolonio Ortiz Rodríguez.
La señora María Estefanía Cálix quedó embarazada antes de cumplir el primer aniversario de boda. Apolonio Ortiz Rodríguez quedó anonadado al recibir tal noticia, ya que era uno de sus mayores deseos. En el año 1909, María Estefanía Cálix dio a luz en completa soledad a un vigoroso bebé, a quien llamó Florentino Ortiz. Cuando Apolonio Ortiz regresó a su hogar se encontró con la inesperada sorpresa, él estaba trabajando como cargador para una multinacional de bananos en Puerto Cortés. 
El clan familiar Ortiz-Cálix no tenía como alimentar y comprar ropa a su primer hijo, por ende, vendieron su predio para buscar un sector con mayor auge comercial en el mismo caserío de San Manuel, Cortés. Unos meses atrás habían construido una pequeña vivienda a orillas del río Ulúa, sin embargo, una tormenta tropical provocó grandes inundaciones y cuantiosos daños en la costa norte de Honduras. El joven “Polo” Ortiz y su esposa María Estefanía Cálix perdieron completamente todo, quedando sumergido en una inmensa pobreza.
Una semana después de aquella terrible tempestad, un asustado Apolonio Ortiz junto a su amada esposa Estefanía Cálix decidieron regresar a su añorada propiedad que con tanto amor y sacrificio habían edificado, no obstante, fue borrado del mapa, ya no existía, debido a que el río Ulúa lo hizo parte de su caudal. 
El nuevo hogar de la Familia Ortiz-Cálix fue construido con donativos de las distintas multinacionales que se habían instalado en éste sector, no obstante, dos meses después fue nuevamente fue destruido en un 80% a causa de un potente huracán que azotó la costa norte de Honduras ese mismo año de 1909. María Estefanía Cálix una vez más se sintió destrozaba en el ámbito sentimental. Ellos quedaron totalmente desamparados sin ayuda de nadie.
No había transcurrido ni una semana de haber experimentado su segundo fracaso económico y material consecutivo, cuando María Estefanía Cálix decidió confesarle a su amado esposo que esperaba un segundo hijo. Apolonio Ortiz quedó totalmente impactado con la inesperada noticia, ya que era un fatídico momento para ambos, sin embargo, como buen cristiano aceptó su nuevo retoño. Apolonio Ortiz Rodríguez enojado por la mala suerte que le acompaña en San Manuel, Cortés, sin previo aviso le informó a su esposa embarazada que buscarían un nuevo terreno en El Progreso, Yoro y que tenía planes de regresar a “La Terranova”.
A partir de ese momento, el clan Ortiz-Cálix experimentó un brusco cambio en sus vidas privadas. La aventura comenzó en un asoleado domingo, el viaje duraría aproximadamente dos días navegando por el río Ulúa. María Estefanía acomodó como pudo dos sacos de ropa y a su pequeño hijo Florentino Ortiz en la parte central del cayuco.En horas del atardecer de ese mismo día, don Apolonio Ortiz hizo un cambio brusco en su brújula, girando hacia su derecha en una manga que conectaba con el río Humuya o Comayagua, por consiguiente, las cosas iban de mal en peor. El brazo del caudal donde se aventuraron los llevó directamente a un pantano, siendo terrenos demasiados hostiles para cualquier ser vivo. Aquel indómito lugar estaba plagado de lagartos y bestias salvajes en la densidad de dicha jungla.
Al día siguiente a tempranas horas de la madrugada le rindieron un solemne tributo a Jehová por haberles permitido un día más de vida terrenal. Don Apolonio Ortiz Rodríguez remóaproximadamente cinco horas continuas sin descanso por aquel caudaloso río Humuya o Comayagua, consiguiendo avanzar media legua de camino, un total martirio. A eso de las 3:30 de la tarde, "Polo" Ortiz observó un claro donde acampar perteneciente a los autóctonos Jicaquenses, pero analizó mucho la situación, un riesgo inminente de ataque pudo ocurrir en aquella ocasión, no obstante, las familias indígenas eran tímidas y amigables.
El clan Ortiz-Cálix desembarcó en un estrecho que existía entre la actual I calle y II a IV avenida del actual barrio El Centro, ahí descansaron unos cuantos minutos antes de proseguir su faena. Un habilidoso Apolonio Ortiz Rodríguez machete en mano abrió paso entre una inmensa área llena de monte y lodo, una verdadera selva pantanosa e imposible de transitar. Al cabo de cuarenta y cinco minutos logró salir de aquel inhóspito sector. La señora Lorenza Molina vda. de Gómez quedó asombrada y a su vez alegre con tanto miedo al observar personas extrañas merodear su morada, pero aun así les dio un cálido saludo y recibimiento. Los Ortiz-Cálix serían sus primeros vecinos modernos.
María Estefanía Cálix junto a Lorenza Molina caminaron por una zona alta, mismo lugar donde habían encontrado la estatua de Santa Rita, siendo una planicie cómoda y segura. En pocas palabras era el lugar perfecto. (II Calle y II Avenida del barrio El Centro). Ambas mujeres le comentaron a "Polo" Ortiz que habían encontrado un sector adecuado para ellos y no lejos del río Humuya o Comayagua.
Apolonio Ortiz quedó totalmente impactado al observar aquel hermoso lugar plagado de distintos animales, tales como: armadillos, gallinas indias o guineas, tigrillos y venados colas blancas. Los integrantes de la familia Ortiz-Cálix estaban contentos de haber encontrado una esplendorosa zona para vivir. Al cuarto día de haber llegado, Apolonio Ortiz demostró ser un hombre gañan y sin tanto tapujo con hacha en mano taló varios árboles de caoba, al pasar veintiún días, tenía todo listo para levantar su cabaña. Por si sólo logró aquella hazaña.
Al octavo mes de haber llegado a Benques de las Lagunetas, María Estefanía Cálix rompió fuente y trajo al mundo a una hermosa niña, siendo bautizada por los indígenas Jicaques con el nombre Carlota Ortiz Cálix. (Ella fue la primera bebé en haber nacido en Santa Rita, Yoro en el siglo XX). Después de un año con tres meses, Apolonio Ortiz Rodríguez terminó de edificar su anhelada vivienda dos niveles. En el primer piso se encontraba una sala con comedor y cocina, mientras tanto,  la segunda planta tenía a disposición dos extensos cuartos con armarios incluidos.
Un mes después de haber terminado en su hogar, don Apolonio Ortiz Rodríguez nuevamente limpió una propiedad a pocos metros de sus casas, ahí edificó una nueva choza que contaba con dos dormitorios y una sala; al concluir dicha obra se la regaló a doña Lorenza "Lencha" Molina.
Una década después, la familia Ortiz-Cálix vivía en completa felicidad, el caserío de Benques de las Lagunetas se estaba poblando rápidamente, pero repentinamente un incendió acabó con la tranquilidad de los vecinos. La humilde casa de Apolonio Ortiz estaba completamente en llamas, de tal manera, que lo perdió todo. Parecía un maleficio para ellos, por ende, quedaron en la calle. Ellos ya contaban con varios vecinos, entre ellos estaban la familia Carbajal-Ayala, Banegas- Hernández y los Zambrano.
Apolonio Ortiz junto al adolescente de nombre Luis Rogelio Carbajal Ayala se encargaron de salvar a Florentino y Carlota que estaban en la parte superior de dicha vivienda. Antonio Carbajal Ayala liberó a todos los animales abriendo las puertas principales de los establos. Ese siniestro no dejó víctimas que lamentar, pero si pérdidas económicas.
Los vecinos adyacentes a la familia Ortiz-Cálix les brindaron alojamiento y alimentos en sus viviendas por seis largos meses. Coronado Banegas y su hijo Patricio Banegas junto a Antonio Carbajal Ayala ayudaron a construir un nuevo hogar para Apolonio Ortiz y María Estefanía Cálix. La familia Ortiz-Cálix procreó un total de seis hijos, quienes fueron, (Mayor a menor): Florentino (Tino), Carlota, Lorenzo (Lencho), Antonia (Toña), José (Chepito), Teodora (Lola) y Susana (Chana).
Apolonio Ortiz Rodríguez dijo la famosa frase: “Los candidatos que buscan poder con tanta avaricia se parecen a las flores de los aguacates, florean y se cuajan, pero cuando están pasados de maduro caen y se estrellan duro contra la tierra”.
A continuación les presentamos un cuadro informativo de las personas que han sobresalido a nivel nacional del clan Ortiz-Cálix: (Benques de las Lagunetas es actualmente el Municipio de Santa Rita, Yoro):
| Fotografías | Nombres                        | Natalicio   | Defunción           | Cargos políticos u otros |
| ----------- | ------------------------------ | ----------- | ------------------- | --- |
|             | Apolonio Ortiz Rodríguez       | 1883 o 1885 | 1985                | -Primer habitante de Santa Rita, Yoro en el siglo XX. (1909) -Primer Alcalde del caserío Benques de las Lagunetas, El Negrito, Yoro, (1916) -Primer Comisario del caserío Benques de las Lagunetas y de la ciudad de El Negrito, Yoro, (1916). -Alcalde Comunitario del caserío Benques de las Lagunetas, El Negrito, Yoro, (1931-32). -Jefe Policial de la aldea Santa Rita, El Negrito, Yoro, (1942). -Presidente del Partido Nacional en la aldea de Santa Rita, El Negrito, Yoro (1946). -Cofundador del movimiento Independentista Pro-Municipio de Santa Rita, Yoro, (1948-56).                                          |
|             | Florentino "Tino" Ortiz Cálix. | No datos.   | No datos.           | -Alcalde Comunitario del caserío Benques de las Lagunetas, El Negrito, Yoro, (1933-34). -Alcalde Comunitario del caserío Benques de las Lagunetas, El Negrito, Yoro, (1938). -Jefe Policial de la aldea de Santa Rita, El Negrito, Yoro, (1946). -Pionero del movimiento independentista Pro-Municipio Santa Rita, Yoro, (1949-56). -Regidor Municipal de Santa Rita, Yoro, (1964). -Regidor Municipal de Santa Rita, Yoro, (1965). -Presidente el Partido Nacional de Honduras en Santa Rita, Yoro, (1966). -Alcalde Interino Municipal de Santa Rita, Yoro, (1966). -Alcalde municipal electo de Santa Rita, Yoro (1967-68). |
|             | José Ortiz Cálix               | No datos    | 15 de abril de 1998 | -Pionero del movimiento independentista Pro-Municipio de Santa Rita, Yoro, (1952-56). -Presidente del Partido Nacional de Honduras en Santa Rita, Yoro (1982-86). -Regidor Municipal de Santa Rita, Yoro, (1986-90). -Regidor Municipal de Santa Rita, Yoro, (1990-94). -Vicealcalde de Santa Rita, Yoro, (1994-98). |
|             | Manuel de Jesús Ortiz Carbajal | Sin datos   | (Vive, 2021)        | -Primer santarriteño en graduarse de periodismo en la Universidad Autónoma de Honduras. -Primer santarriteño en ser Secretario de las Fuerzas Armadas de Honduras. -Primer santarriteño en escribir un discurso político al Presidente José Simón Azcona del Hoyo, (1988). |
|             | Saúl Ortiz Reyes               | Sin datos   | (Vive, 2021)        | -Primer santarriteño en graduarse como médico en la Universidad Autónoma de Honduras. -Primer santarriteño en ocupar el cargo de Proctología en la Clínica Privada Cemesa. |

### Familia Carbajal-Ayala

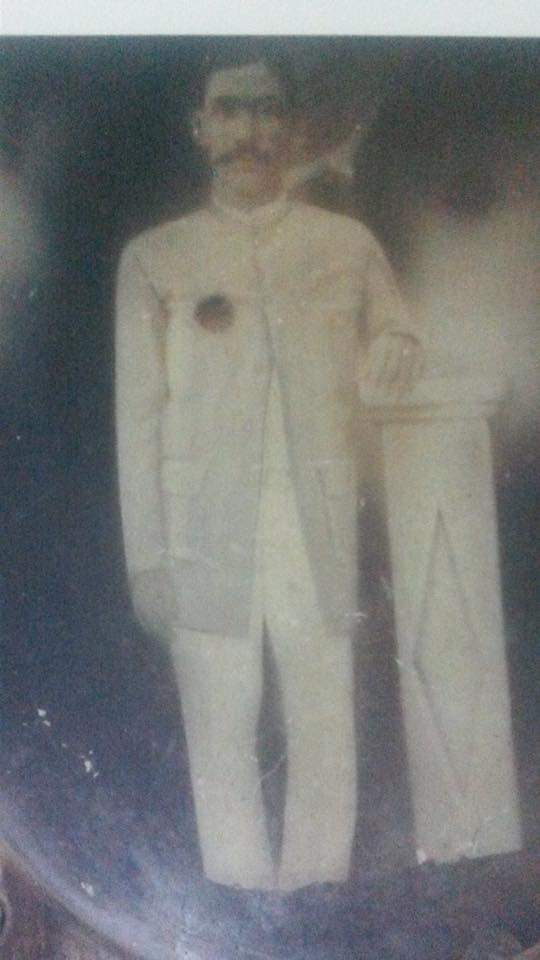
Fotografía del señor Martín Carbajal Mejía, año 1865. Padre de don Luis Rogelio Carbajal Ayala, fundador del municipio de Santa Rita, Yoro, Honduras.

El observador bélico en Centroamérica, trotamundo y poeta bilbaíno don Laureano Francisco Carvajal Pizarro de Aragón (1721-92) es considerado como uno de los patriarcas del extenso clan familiar Carbajal o Carvajal en Honduras. Su esposa fue doña Josefa Francisca Bengoechea de la Cueva (1718-1811), oriunda de Madrid, España.
Don Laureano Francisco Carvajal trabajó durante muchas décadas como informante de asuntos bélicos en la antigua República de Cuba y Centro América para la Casa Real de Borbón, monarquía del Rey Fernando VI (1713-59), reinado que duró trece largos años (1746-59). El Gran Patriarca de la Familia Carvajal llegó a Cuba a finales del anuario de 1756. Doce meses después después se aventuró a un viaje desde La Habana, Cuba hasta Puerto Caballos (Actual; Puerto Cortés) y luego se movilizó con destino al occidente del territorio hondureño para estudiar las consecuencias de distintas guerras que se estaban suscitando en ese entonces entre La Villa de San Miguel de la Frontera (Hoy; Municipio de San Miguel, El Salvador) y lugares circunvecinos con Honduras.
Esta familia procreó un total de siete hijos, siendo ellos, (Por orden de natalicio): María Juana (1741-68), María Isabel (1743-1761), Elena Concepción de los Dolores (1748-1820), Ángela Rocío (1750-1756), Clemente Augusto (1752-1811), Luis Agatón (1754-1842) y Juana Dolores Carvajal Bengoechea (1758-1837), todos los mencionados oriundos de Arrigorriaga, Gran Bilbao, Vizcaya, Países Vascos, España.
Para entender con mucha precisión el árbol genealógico de la familia Carbajal-Ayala de Santa Rita, Yoro, igualmente, el clan familiar Carbajal-Ayala del Distrito de Guarita en Valladolid, Lempira, sin olvidar los Carvajal-Ayala de Belén del Gualcho, Ocotepeque, Honduras, debemos mencionar a Luis Agatón Carvajal Bengoechea (N.1754-F.1842) patriarca de los clanes ya mencionados y descendiente directo de don Laureano Francisco Carvajal Pizarro de Aragón.
Luis Agatón Carvajal Bengoechea siguió los mismos pasos de su padre Laureano Carvajal, prestando sus servicios al Carlos III de España|Rey Carlos III de España (N.1716-F.1788), monarquía que gobernó veintinueve años el territorio español y partes de Nápoles y Sicilia en Italia.
Don Luis Agatón Carvajal Bengoechea contrajo nupcias con la señora Juana Dolores Etxebarria Ibáñez (N.1758-F.1837), oriunda de Santander, Santander, Provincia de Cantabria, España. Esta pareja matrimonial procreó un total de cuatro hijos, siendo ellos, (Por orden de natalicio): Alfonso María, (N.1780-F.1856), Juan Sebastián (N.1786-F.1845), Felipe Encarnación (N.1788-F.1876) y Luis Agatón II (N.1792-F.1890), todos ellos oriundos del municipio Belén del Gualcho, Ocotepeque, Honduras. (Siendo ellos los verdaderos fundadores de esa Entidad Municipal).
El señor Luis Agatón Carvajal Bengoechea fue sentenciado a muerte por el entonces Presidente nicaragüense Patricio Rivas, siendo fusilado por soldados gubernamental de ese país en el año 1842. Hechos que ocurrieron en Telpaneca, Madriz, Nicaragua.
Por su parte, Luis Agatón Carvajal Etxebarria (Segundo) junto a su primo Juan de la Cruz Carbajal fueron los verdaderos fundadores del Distrito de Guarita, hoy conocido como el municipio de Valladolid, Lempira, en la zona occidental de Honduras.
Luis Agatón Carvajal Etxebarria contrajo nupcias con la hondureña Toribia Mejía Chávez (N.1800-F.1875), oriunda de Belén del Gualcho, Ocotepeque, quien era hija de un hacendado mexicano Manuel Anastasio Mejía y de madre salvadoreña. El matrimonio Carvajal-Mejía procreó un total de cuatro hijos, siendo ellos, (Por orden de natalicio): Agatón III (N.1820-F.1894), Manuel Encarnación (N.1828-1857), Sandra Hermelinda (1829-1923) y Martín Carbajal Mejía (N.1840-1940), todos ellos oriundos de 'Valladolid', 'Lempira'.
Siguiendo la línea de la Familia Carbajal-Ayala de Santa Rita, Yoro, debemos proseguir con el señor Martín Carbajal Mejía que contrajo matrimonio con amada y única esposa Antonia “Toyita” Ayala Hércules, oriunda de Valladolid, Lempira, hija de padre español y madre hondureña. Esta formal pareja procreó un total de cinco hijos, siendo ellos, (Por orden de natalicio): Antonio “Toño” (N.1895-F.1998), Eliseo “Cheo” (N/D), Manuel Ángel “Changel” (N.1900-F.1994), Luis Rogelio (N.1904-F.1998) y Beatriz Carbajal Ayala (N.1908-F.1920), todos los mencionados nacieron de Valladolid, Lempira, Honduras.
El señor Martín Carbajal Ayala fue el cuarto adulto longevo que se instaló en el caserío Benques de las Lagunetas de El Negrito, Yoro, no obstante, su estadía fue de semanas; regresó a su natal Valladolid, Lempira, dejando instalados a dos de sus hijos varones, Antonio Carbajal Ayala y Luis Rogelio Carbajal Ayala al cuidado de la familia Ortiz-Cálix. Hechos registrados en el verano de 1916.
Luis Rogelio Carbajal Ayala con tan solo quince años de edad contrajo nupcias con doña Teresa Amparo Zambrano González (1896-1935); ella oriunda de Aramecina, departamento de 'Valle', Honduras. Sucesos registrados el 7 de enero del año 1919. Esta pareja matrimonial procreó un total de tres hijos, siendo ellos (Por orden alfabético) Lidia (1927-2011), Celina y Adalberto Carbajal Zambrano (1933-2014). Todos ellos nacidos en Santa Rita, Yoro, pero registrados en el Hospital Público de La Lima, Cortés, zona norte del territorio hondureño.
El 16 de abril de 1935, doña Teresa Zambrano González falleció a causa de un fulminante paro cardíaco. Ella recibió cristiana sepultura en el Cementerio General DR. Juan Manuel Gálvez del barrio El Centro, ciudad de Santa Rita, Yoro. Su primo-hermano fue el reconocido general, perito mercantil y héroe nacional de la República de Honduras, don Gregorio “El indio” Ferrara González  (N.1880-F.1931), era primo-hermano de Teresa Amparo Zambrano, ya que ella fue sobrina de la señora Gregoria Gonzáles.
Don Luis Rogelio Carbajal después de la muerte de su esposa Teresa Amparo Zambrano se dedicó completamente a la política, ejecutando varios cargos públicos municipales, tales como: Edil Comunitario de Benques de las Lagunetas, Jefe Policial de la aldea de Santa Rita, Alcalde Municipal de El Negrito y Alcalde Municipal de Santa Rita. Todos los cargos representando al Partido Nacional de Honduras.
El señor Luis Rogelio Carbajal Ayala conoció a su segunda cónyuge, quien sería Elía Zelaya Andino, prima-hermana en primera generación del entonces Presidente de la República de Honduras, abogado y catedrático Tiburcio Carías Andino (N.1876-F.1969). Esta pareja procreó un total de tres hijos, siendo ellos, los gemelos Alvin y Elvin; ambos fallecidos poca horas de haber nacido y por último Manuel Antonio Carbajal Zelaya.
Existe un tercer compromiso extramarital de don Luis Rogelio Carbajal, el cual, mantuvo una aventura pasional con la otomona Elena Handal, de dicha relación nació Blanca Elena Carbajal Handal, ciudadana hondureña-turca.
La Familia Carbajal-Ayala tiene parentesco directo con la Familia Ortiz-Cálix. El parentesco del clan familiar Carbajal con la familia Ortiz es gracias a la pareja matrimonial entre José “Chepito” Ortiz Cálix y Celina Carbajal Zambrano, ellos procrearon un total de diez hijos, siendo ellos, (Orden de natalicio): Vilma; fallecida en el año de 1947, Miguel Ángel, Manuel de Jesús, Margarita (Ciudadana estadounidense), Roberto Carlos, Maribel (Ciudadana canadiense), Omar Adalid, Edán Noé, Ana María y José Celín Ortiz Carbajal. Todos los mencionados nacidos en Santa Rita, Yoro, Honduras.
Mientras tanto, el clan familiar conformados por Adalberto Carbajal Zambrano y Domitila Santos Medina procrearon un total de seis hijos, quienes son, (Orden de natalicio): Elvin (1968-Vive), Roni Evans (1971-Vive), Indira Lizeth (1973-Vive), Jesy Carolina (1974-Vive), Norman Rolando (N.1977-F.2008) y Liz Dania Carbajal Medina (1980-Vive). Todos ellos oriundos de Santa Rita, Yoro, Honduras
Por su parte, la profesora Lidia Carbajal Zambrano mantuvo una relación de cuatro años con el entonces Técnico de Aviación e integrante de las FFAAH, Carlos Alberto Salinas Ventura. De dicha relación nació su único hijo, siendo él Roger Efraín Salinas Carbajal (N.1957-Vive).
En el año de 1949, don Luis Rogelio Carbajal Ayala junto a Apolonio Ortiz Rodríguez crean el Movimiento Independentista Pro Municipio de Santa Rita, Yoro. La primera directiva del Movimiento Independentista Pro Santa Rita, Yoro estaba conformado por: Luis Rogelio Carbajal Ayala (Presidente), Juan Ramón Cruz Irías (Vicepresidente), Apolonio Ortiz Cálix (Tesorero), Pablo Cruz Palma Duarte (Secretario), Lucas Moreno Mejía (Vocal #1), Juan de Dios Hernández (Vocal # 2), José Ortiz Cálix (Vocal # 3), Florentino Ortiz Cálix (Vocal # 4) y Patricio Banegas (Vocal # 5).
El reconocido político santarriteño Luis Rogelio Carbajal Ayala falleció un 2 de mayo del año 1998; a las 9:15 p. m.. En su honor, el entonces Alcalde Municipal; don Mariano Yánez Cuevas (1998-2002) le rindió homenaje político y nombró al parque central como parque Rogelio Carbajal.
Los restos mortales de don Luis Rogelio Carbajal Ayala descansan en el panteón municipal DR. Juan Manuel Gálvez Durón, veinte pasos al sur del segundo árbol de castaño, cerca del perímetro número 15° 11’46.6 “N, 87° 53’09.7 W. En ese mismo predio se encuentra su primera esposa Teresa Zambrano, su segunda cónyuge Elía Zelaya, sus hijos gemelos Alvin y Elvin, similar forma, su nieto Norman Rolando Carbajal.